# Arquitectura de Brasil

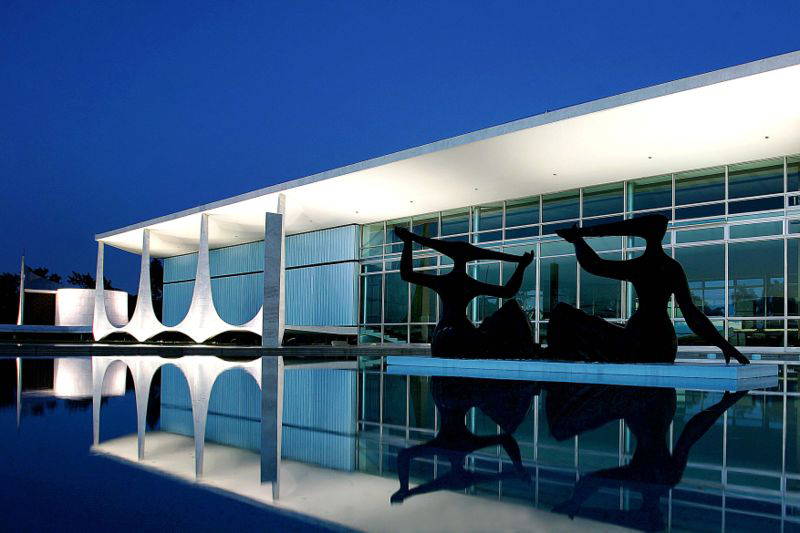
El Palacio de la Alvorada, en Brasilia.

La arquitectura de Brasil comienza antes de la llegada de los europeos a América y se extiende hasta nuestros días. Sin embargo, desde el siglo XVI es definitiva la influencia de la arquitectura de Europa, en particular de Portugal. En ese sentido, la llegada de Pedro Cabral a Brasil en 1500 marca un hito que define un nuevo comienzo. La arquitectura colonial de Portugal fue la primera en desarrollarse en esta zona de América y es la base de los desarrollos posteriores. En el siglo XIX durante el final del Imperio de Brasil, este país siguió a su vez las tendencias europeas y adoptó los estilos neoclásico y neogótico. En el siglo XX, Brasil estuvo a la vanguardia de la arquitectura moderna. La capital federal Brasilia es una ciudad planificada cuyos edificios fueron diseñados por Oscar Niemeyer y desde 1987 es Patrimonio Mundial de la Unesco.

## Arquitectura precolombina

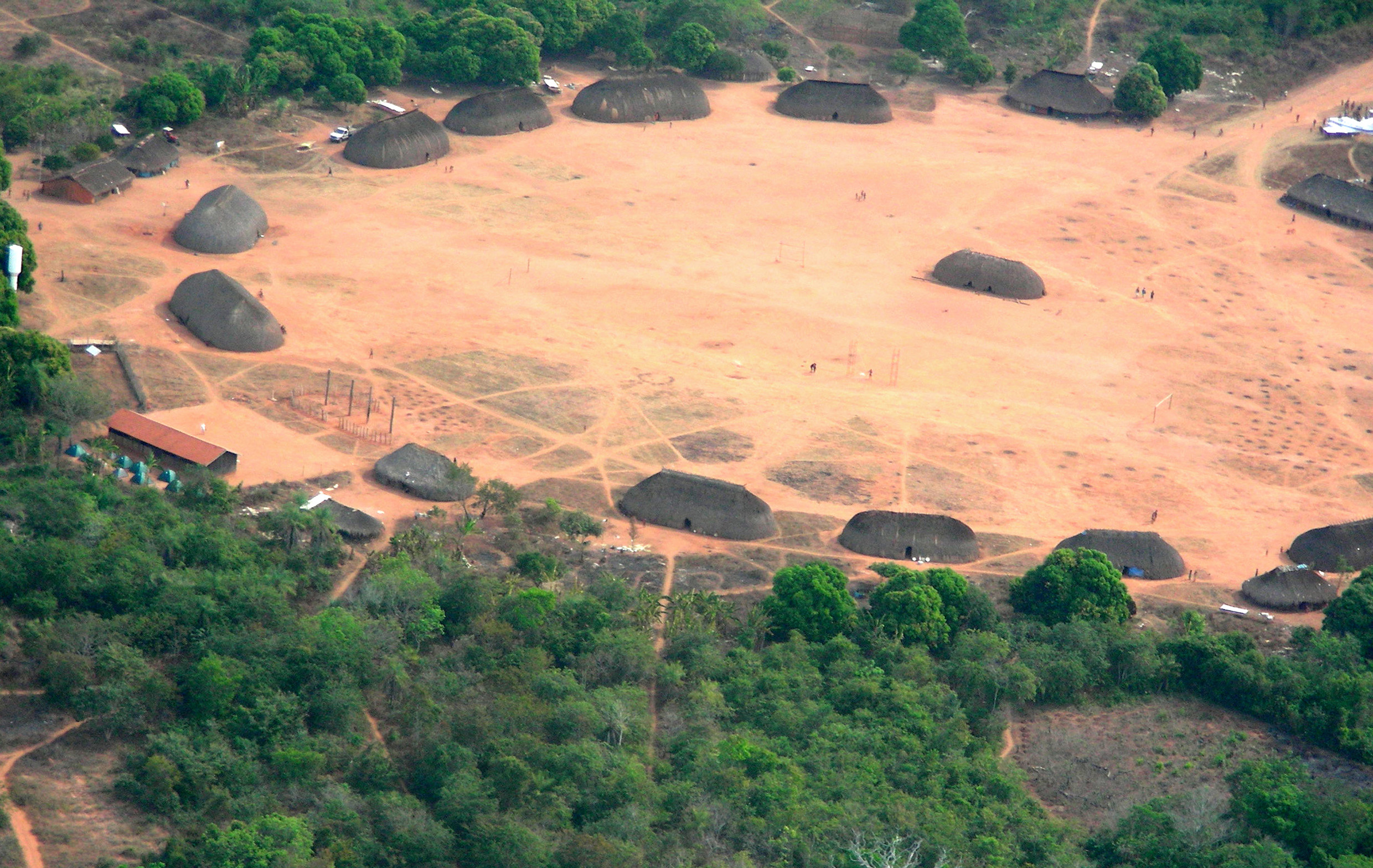
Aldea Kuikuro, en el Parque del Xingu, con sus cuevas dispuestas en círculo.

Los primeros pobladores de Brasil desarrollaron un lenguaje arquitectónico que solo se expresó en las llamadas ocas. Con una estructura de madera cubierta de paja u hojas de palmera, estas eran viviendas de uso colectivo y no poseían divisiones internas, y se organizaban en torno a una plaza circular. Podían alcanzar hasta 30 metros de largo y 10 de alto.
Esta arquitectura tribal sigue siendo común entre los pueblos indígenas restantes en el norte, pero no ejerció un impacto significativo en la tradición arquitectónica brasileña, permaneciendo como un fenómeno cultural aislado. Recientemente, sin embargo, esta plantilla, reinterpretado con técnicas y materiales actuales ha recibido la atención de algunos arquitectos como una alternativa ecológica para el problema actual de vivienda.

## Arquitectura colonial

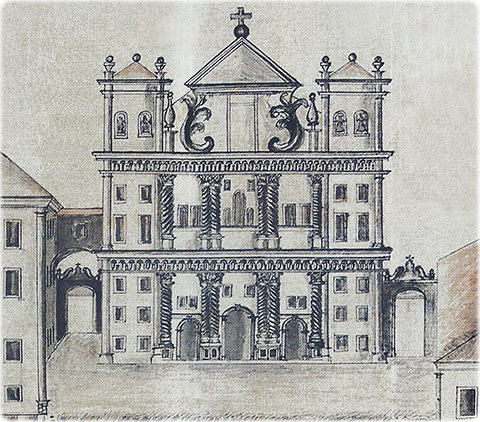
Antigua Sé de Bahía, uno de los principales edificios manieristas de Brasil, demolido en 1933, cuando ya estaba completamente alterado.

Los inicios de la colonización de Brasil los marcó el renacimiento tardío o manierista, de gran regularidad, solidez y austeridad. Durante el siglo XVII, el barroco se diseminó para casi todo el país y marcó profundamente la cultura y la sociedad, hasta el punto de ser considerado "el alma de Brasil" por el escritor Affonso Romano de Sant'Anna. Este estilo se caracterizó por una ornamentación dramática, dinámica y superabundante tanto en fachadas como en los interiores, con el fin de alcanzar efectos teatrales, y su influencia se extendió hasta el siglo XIX. Así lo atestiguan edificaciones como la iglesia de Nuestra Señora de la Concepción, en Porto Alegre, cuya construcción inició en 1851, la iglesia de Nuestra Señora del Rosario de los Negros de Goiana, cuya fachada solo fue concluida en 1835, y la gran iglesia de la Candelaria, concluida en 1877 siguiendo un proyecto del siglo anterior.

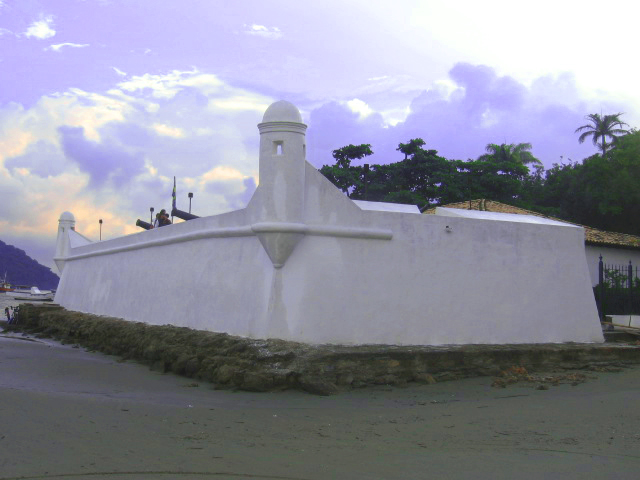
El Fuerte de San Juan de la Bertioga, el más antiguo de Brasil.

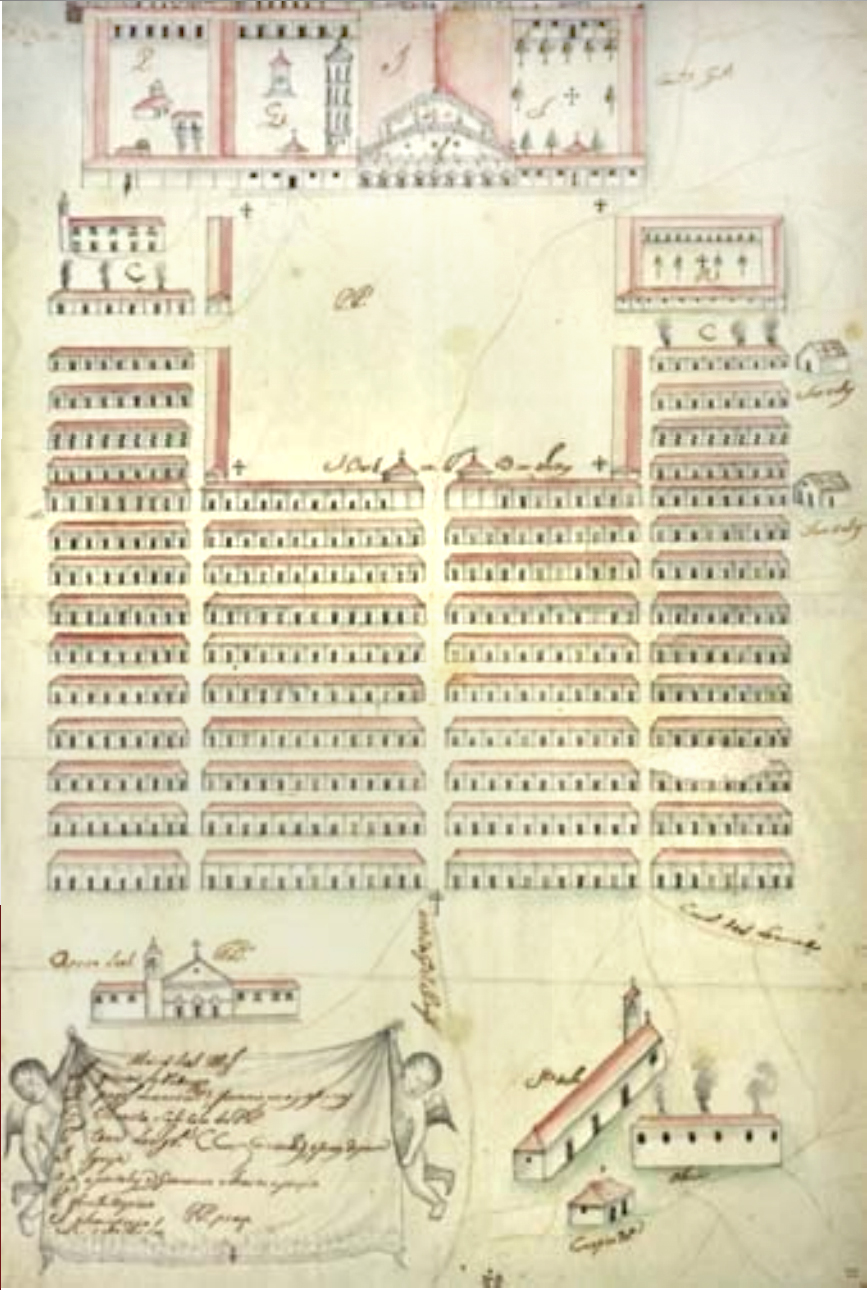
Mapa de la Sitio Arqueológico de San Miguel Arcángel, en Río Grande del Sur.

Durante el primer siglo de la colonización, la arquitectura se desarrolló básicamente en torno a las fortificaciones militares. Estas fueron frecuentes en el litoral y se desarrollaron paulatinamente en el interior con el fin de consolidar las ganancias territoriales portuguesas, atacar a los pueblos indígenas y enfrentar a los piratas y aventureros de otras nacionalidades. En estos, la defensa era la única preocupación y se destinaban pocos recursos a una planificación urbanística y arquitectónica afín a las realidades locales. 
Los fuertes, las estructuras más imponentes, seguían pautas tradicionales de Portugal, herederos de antiguas tradiciones arquitectónicas. Los pueblos que se formaban alrededor de ellos adoptaron por lo general un patrón ortogonal, como un tablero de ajedrez, la llamada "malla romana", usada por los portugueses en otras colonias ultramarinas para la definición de sus centros administrativos avanzados, como Cochim y Damão, aunque en la propia metrópoli fuera una solución inusual. Los primeros centros urbanos, como Olinda, Salvador y lo Río de Janeiro (fundados respectivamente en 1535, 1549 y 1567) eran de ese estilo, que fue además imitado en otros lugares.
Sin embargo, en muchos lugares las urbes no crecieron según un orden predeterminado, en particular en los centros mineros y en los poblados que surgían al largo de caminos principales y servían de puntos de descanso, de peaje, de recaudación de impuestos o de abastecimiento. Estos crecieron por ele contrario en torno a las casonas de la haciendas e ingenios. La densidad urbana era alta, con casas de uno o o dos pisas alineadas una junto a la otra, con poca o nula ornamentación y pequeños patios en los fondos, una plantilla que tendió que se repetiría sin gran variación hasta mediados del siglo XIX.

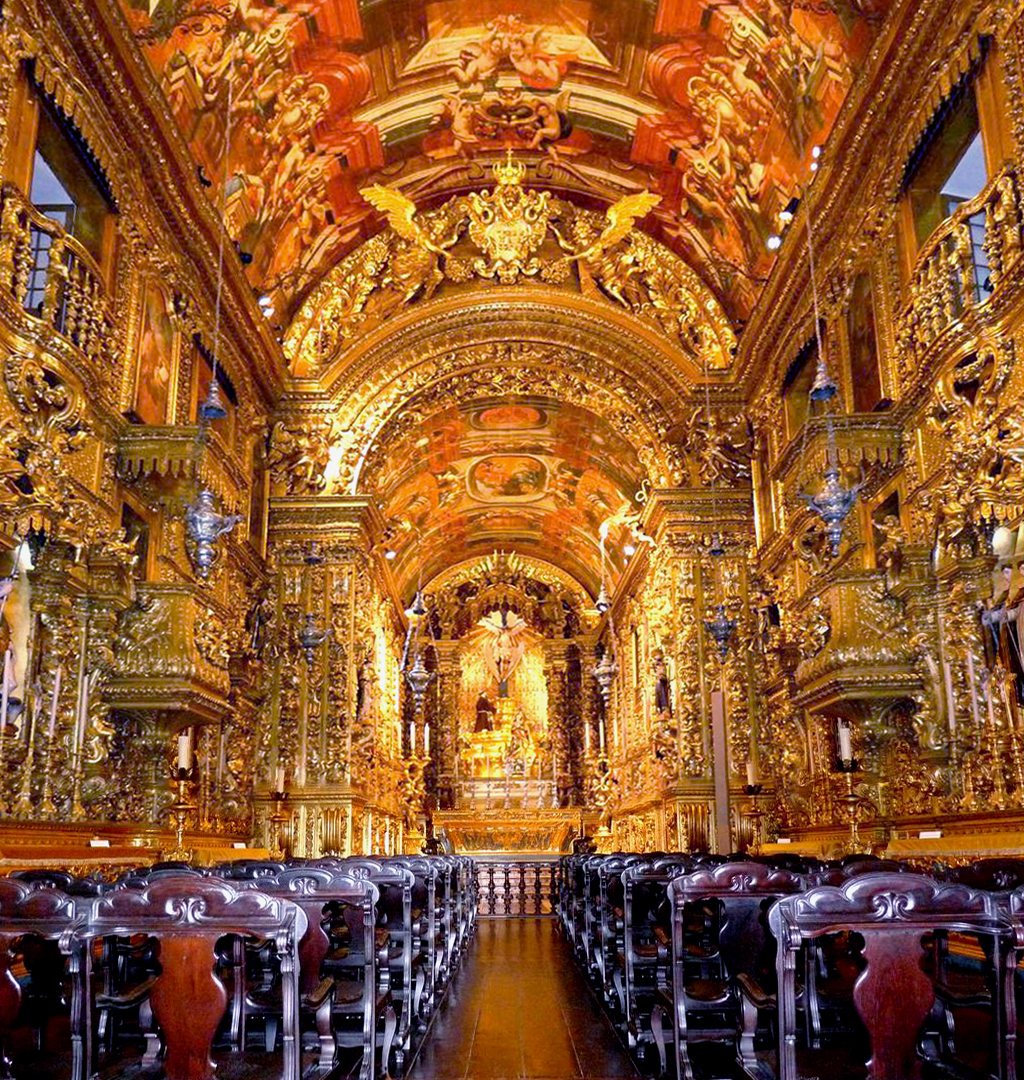
Interior de la iglesia de la Orden Tercera de San Francisco de la Penitencia, en Río de Janeiro.

Las estructuras más elaboradas surgieron a medida que la colonización avanzaba y que la sociedad se arraigaba y se consolidaba una cultura más o menos autónoma. Sin embargo, Brasil era una colonia extractiva, donde la mentalidad dominante era la del dinero rápido y fácil, lo que eclipsó los incentivos para invertir y pensar a largo plazo. Por eso, en sus orígenes la arquitectura civil fue simple, barata, poco creativa y dominada por criterios funcionales. 
La religión era una fuerza social dominante y en esta etapa casi todo el lujo fue para las iglesias y los conventos. Desde el siglo XVII, bajo la influencia barroca, la riqueza y exuberancia de las formas plásticas y de los materiales se consideraron como recursos válidos e importantes para el culto divino y para la seducción de los neófitos. Entre ellos los indios y, más tarde, los esclavos negros que "necesitaban" ser civilizados y atraídos a Cristo. Los ejemplares más importantes, de manera erudita y sofisticada, se hicieron relicarios de una gran acumulación decorativa en estatuas, talla dorada, pinturas, alfaias y otros ornamentos.
En muchos lugares, la Iglesia católica determinó la organización de los núcleos vitales de los poblados, que se articulaban en torno a los templos, conventos, colegios y hospitales fundados por lo religiosos. De hecho, muchas veces la Iglesia acabó en la vanguardia de la colonización, penetrando con sus misiones hasta los yermos más distantes y creando poblados permanentes para los indígenas en proceso de aculturación y catequización, las llamadas misiones jesuíticas. Los jesuitas, en particular, se caracterizaron por sus proyectos urbanísticos avanzados para su época y lugar, de gran racionalidad, alcanzando un nivel que se hizo modelo en las misiones del extremo sur, aunque este grupo específico nació cuando la región era un monopolio español, subordinada a la provincia jesuítica de Paraguay.
Durante mucho tiempo, las construcciones fueron trazadas por cualquier persona que tuviera capacidad de dibujo y organización de espacios, incluyendo talladores, orfebres y otros artesanos. Pero, la construcción efectiva de los edificios principales dependía un maestro de obras capacitado. El registro de nombres durante los primeros siglos son muy raros, como es el caso de Macário de San Juan, que construyó las iglesias del Convento de Santa Teresa, del Monasterio de San Benito, y de la Santa Casa de Misericordia de Salvador, o de Daniel de San Francisco, autor de la iglesia y convento de San Antonio en Cairu, considerado como el primer ejemplo del barroco puro. También se recuerdan algunos diseñadores de fortificaciones, como Martim Correa de Sá, autor de la reforma de la Fortaleza de Santa Cruz da Barra, y Gaspar de Samperes, otro religioso, a quién se atribuye el proyecto de Fortaleza de los Reyes Magos, modificado a su actual configuración por Francisco Frias de Mesquita. Más tarde, las identificaciones se hacen más frecuentes.

### Arquitectura militar

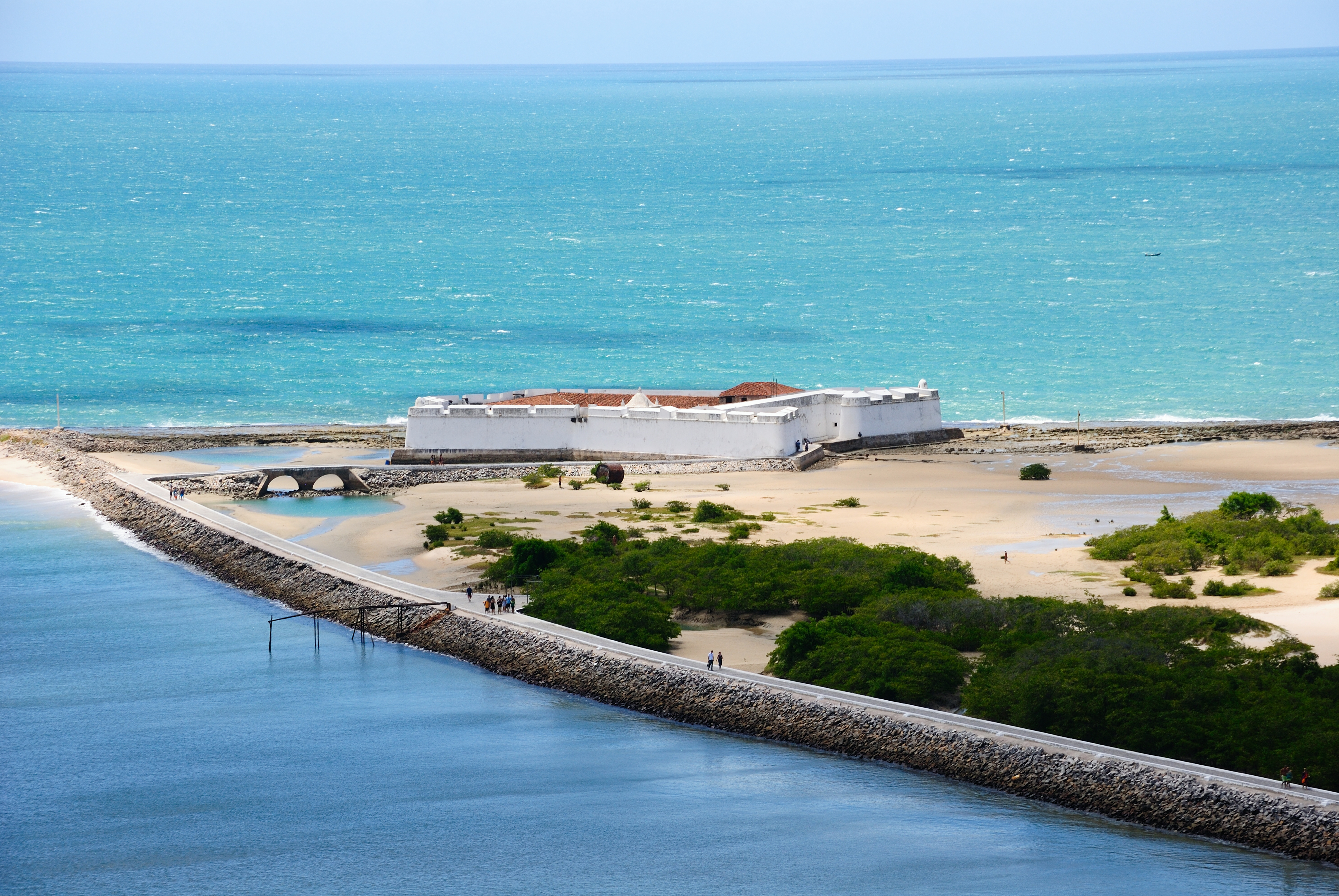
Fortaleza de los Reyes Magos, en la ciudad de Navidad, Río Grande del Norte.

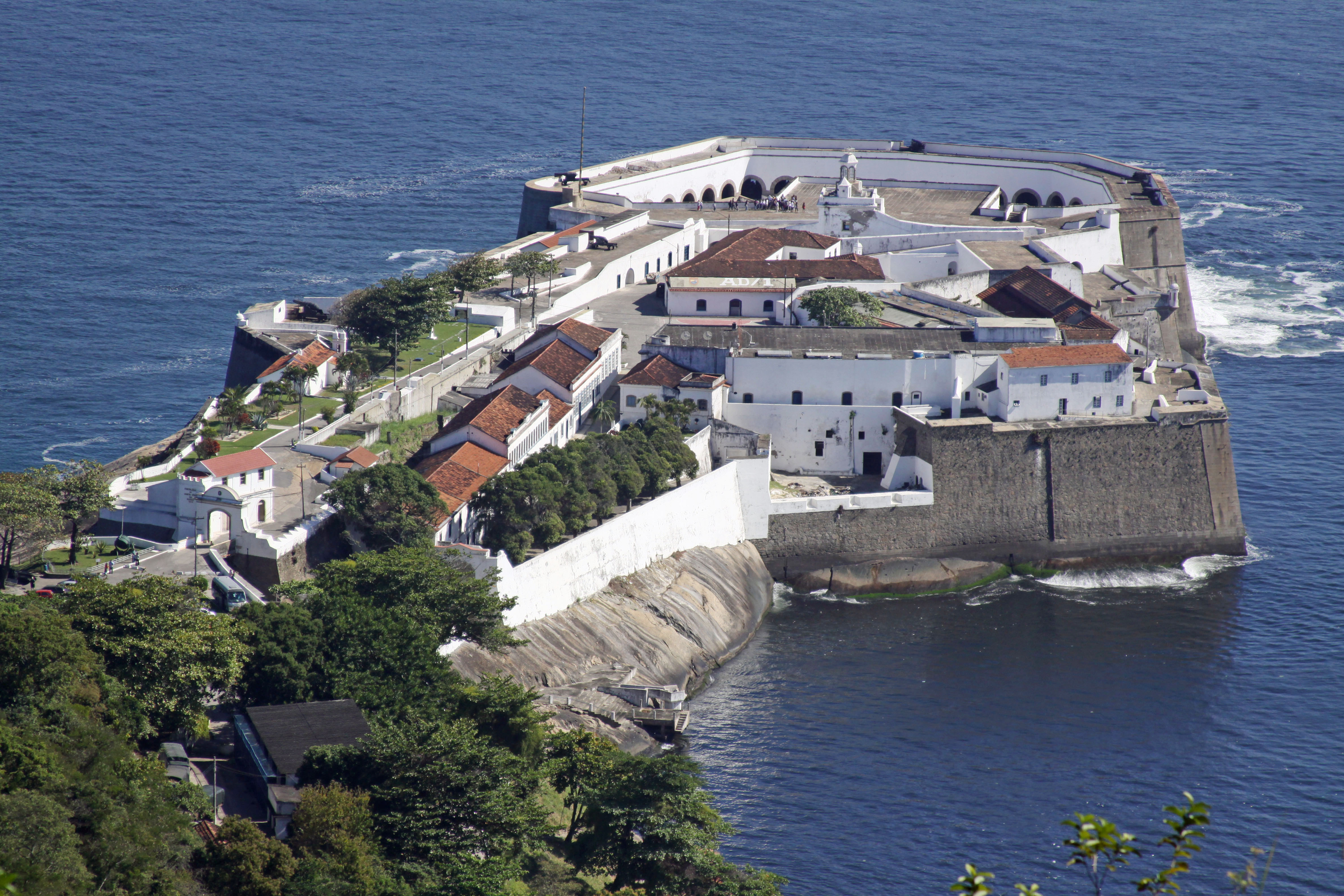
Fortaleza de Santa Cruz de la Barra, en Niterói, en Río de Janeiro.

Durante la conquista portuguesa, la Corona lusitana construyó decenas de fortificaciones en puntos estratégicos del litoral y del interior, como empalizadas, fuertes, fortalezas, reductos o baterías. Esto, con el fin de defender el territorio de otras potencias europeas. La mayoría de las construcciones estaban hechas de materiales perecederos como madera, tierra batida y arena, y no sobrevivieron a las batallas ni al paso del tiempo. Sin embargo, fueron decisivas para la seguridad de la población portuguesa. La primera fortificación de Brasil fue el Fuerte de San Tiago de la Bertioga, de 1532. En un principio era una simple palizada de madera, más tarde reformado en albañilería, adquiriendo su configuración actual y recibiendo el nombre de Fuerte de San Juan. Aún está en buenas condiciones de conservación.
Las estructuras más perennes y monumentales fueron los grandes fuertes de piedra y albañilería, de los cuales muchos se conservan. Estos siguieron una plantilla básica que se mantuvo inalterada durante los siglos y que consistía en una planta cuadrangular o poligonal, que a veces había que adaptar a la topografía local. Tenían en general una base ranurada en piedra desnuda, murallas de albañilería encalada por cima, con garitas intercaladas, y una serie de habitaciones despojadas en el interior, contando muchas veces con una capilla. A veces, en la entrada de las fortalezas, se construía pórticos más o menos elaborados, siguiendo el estilo tardo-renacentista o manierista. Sin embargo, sobre esta plantilla esencial, hubo rica variación en soluciones adaptativas.
Hay varias construcciones que se destacan por sus características arquitectónicas y su papel histórico. Entre ellos, la Fortaleza de Santa Cruz de la Barra, en Niterói, que fue en sus orígenes una batería de las fortificaciones que el explorador Villegaignon estableció en Francia Antártica; el Fuerte de Santa Cruz de Itamaracá (Fuerte Orange), en la isla de Itamaracá, construido por los neerlandeses durante el Brasil Holandés y restaurado por los portugueses después de la Insurrección Pernambucana; Fortaleza de Nuestra Señora de la Asunción, en Fortaleza, centro de muchas batallas contra holandeses; el Fuerte de los Reyes Magos, en Natal, también decisivo para la geopolítica del Nordeste; la cadena de fortificaciones en la Isla de Santa Catarina, de gran importancia estratégica en la ocupación del Sur; y el Fuerte Jesús, María, José del Río Pardo, establecido durante la Guerra Guaranítica y después importante apoyo en los conflictos en la región del Plata, llamado "Tranqueira Invicta" por jamás haber caído en manos enemigas. 
Ejemplo original es el Fuerte de San Marcelo, construido sobre un islote en Salvador, el único de planta circular existente en Brasil. La Corona tenía tanto interés en la construcción militar que creó Clases de Fortificaciones y Academias Militares, fundadas inicialmente en Salvador y después en Río de Janeiro. Para la arquitectura civil solo habría escuelas oficiales el siglo XIX.
Sobre todo en el Nordeste se construyeron muchas residencias fortificadas durante la ocupación holandesa. Entre ellas la Casa-forte de Dona Ana Pais, que fue centro de una victoria de los patriotas en la batalla de Casa-forte el 17 de agosto de 1645, o la Casa da Torre de Garcia d'Ávila, que fue el embrión de un gran mayorazgo en el estilo feudal y centro de un expresivo poder militar, valioso para la defensa de la región en el periodo colonial y en las luchas por la Independencia.

### Arquitectura civil

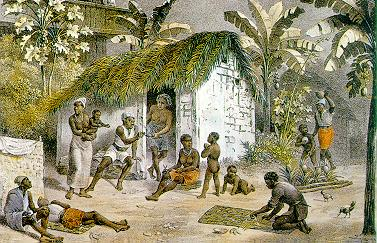
El artista alemán Mauricio Rugendas registró el la plantilla de la habitación brasileña más elemental.

En general, la arquitectura civil dejó pocos edificios monumentales. Sin embargo, fue variada dentro de las líneas dominantes del barroco. Durante años, existió la idea de que Brasil era un lugar lleno de adversidades donde era posible hacer fortuna. Por eso, se le consideraba un lugar de paso y la idea era regresar cuanto antes a Portugal. Además, las familias tendían a ser poco estructuradas y muy móviles. Por eso se creó una cultura marcada por el sentido de dispersión y desarraigo, y por eso se pensaba que no valía la pena invertir en edificaciones adornadas y destinadas a durar. A la vez, era necesario importar algunos algunos materiales apreciados por los portugueses, como la piedra de lioz, que solo se encontraba en Portugal. 
Con las dificultades de la navegación en aquella época, sujeta la frecuentes naufragios y ataques de piratas, la supresión de materiales de construcción y muchos otros bienes de consumo, incluyendo alimentos básicos, estaba en la dependencia de muchos imprevistos y las carestías eran comunes, como atestiguan incontables informes oficiales, llenos de quejas sobre las privaciones de todos los tipos que incluso las élites gobernantes se veían obligadas a pasar, haciendo regla las soluciones simplificadas y la improvisación. Además, la ley portuguesa prohibía la ostentación de lujo en las habitaciones privadas. En conjunto, esos factores limitaron el desarrollo colonial de la arquitectural brasileña.

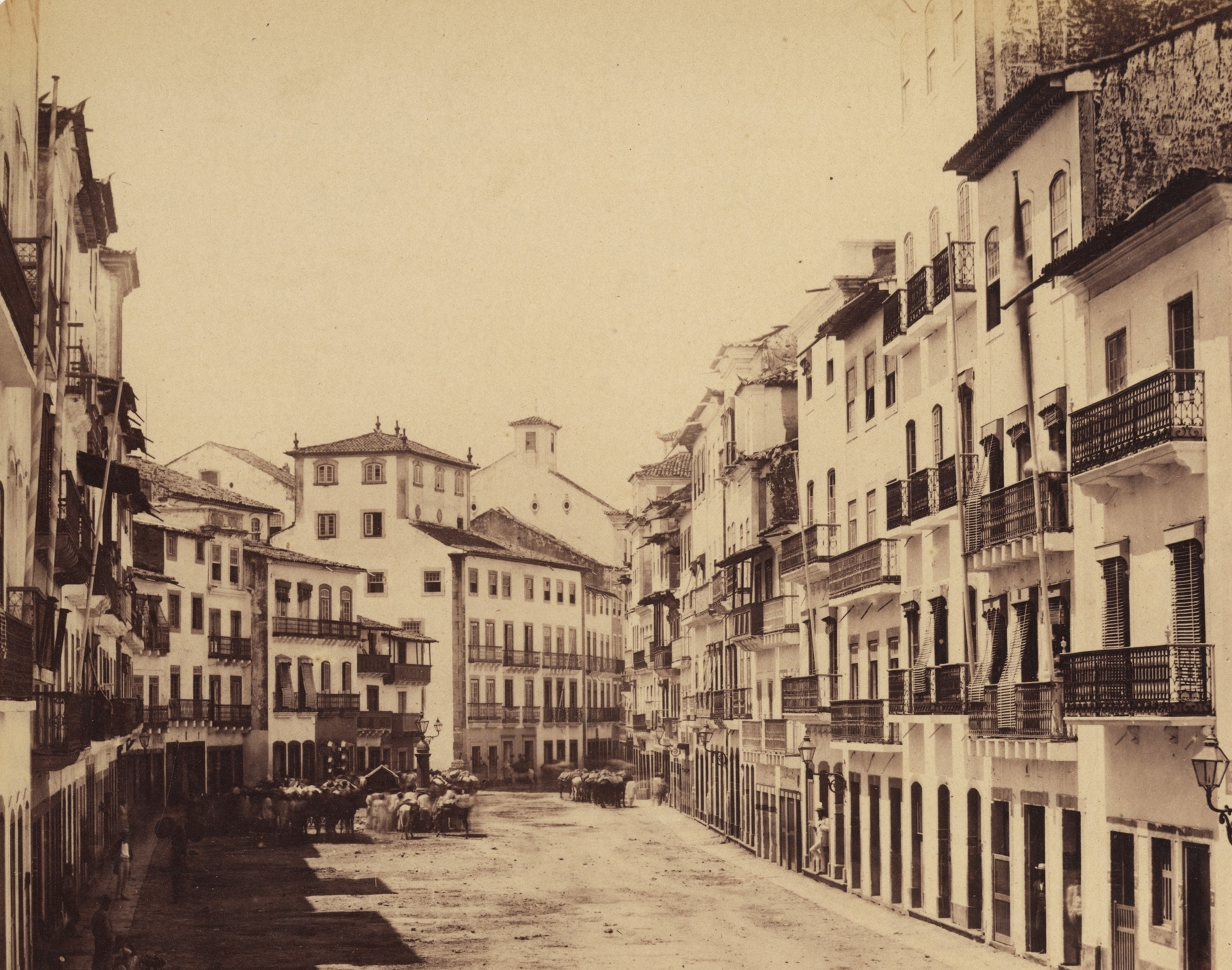
Foto de 1855 mostrando sobrados coloniales de la antigua Calle de los Judíos en el Centro Histórico del Recife.

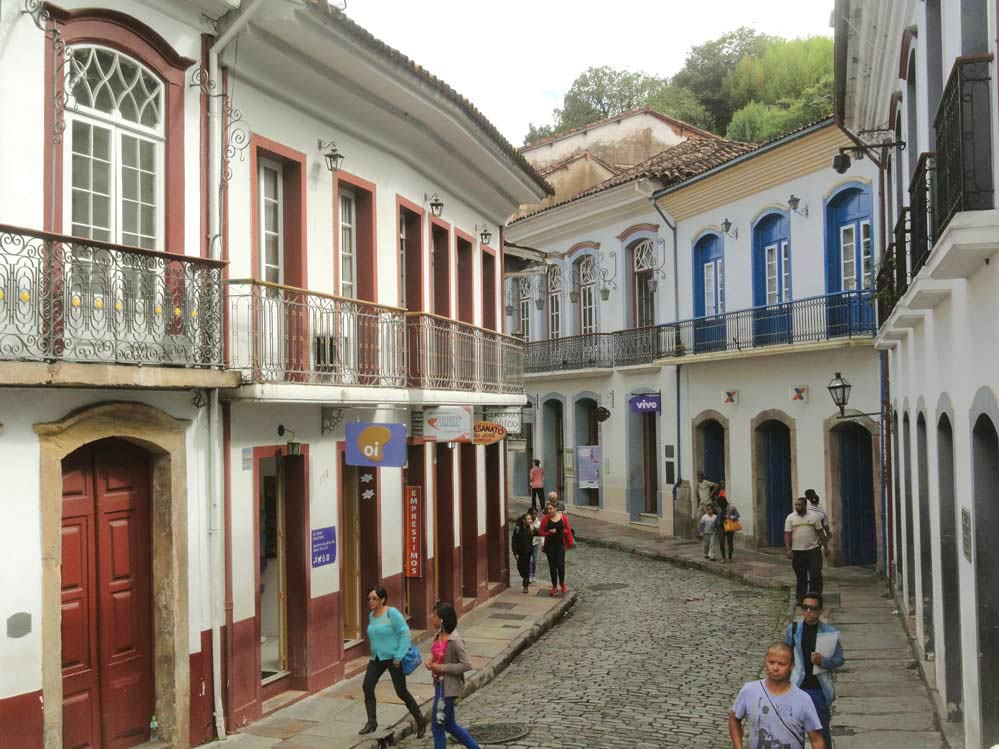
Detalle del casario de la Ciudad Histórica de Ouro Preto, Patrimonio Mundial desde 1980. Nótese las sacadas de hierro trabajado.

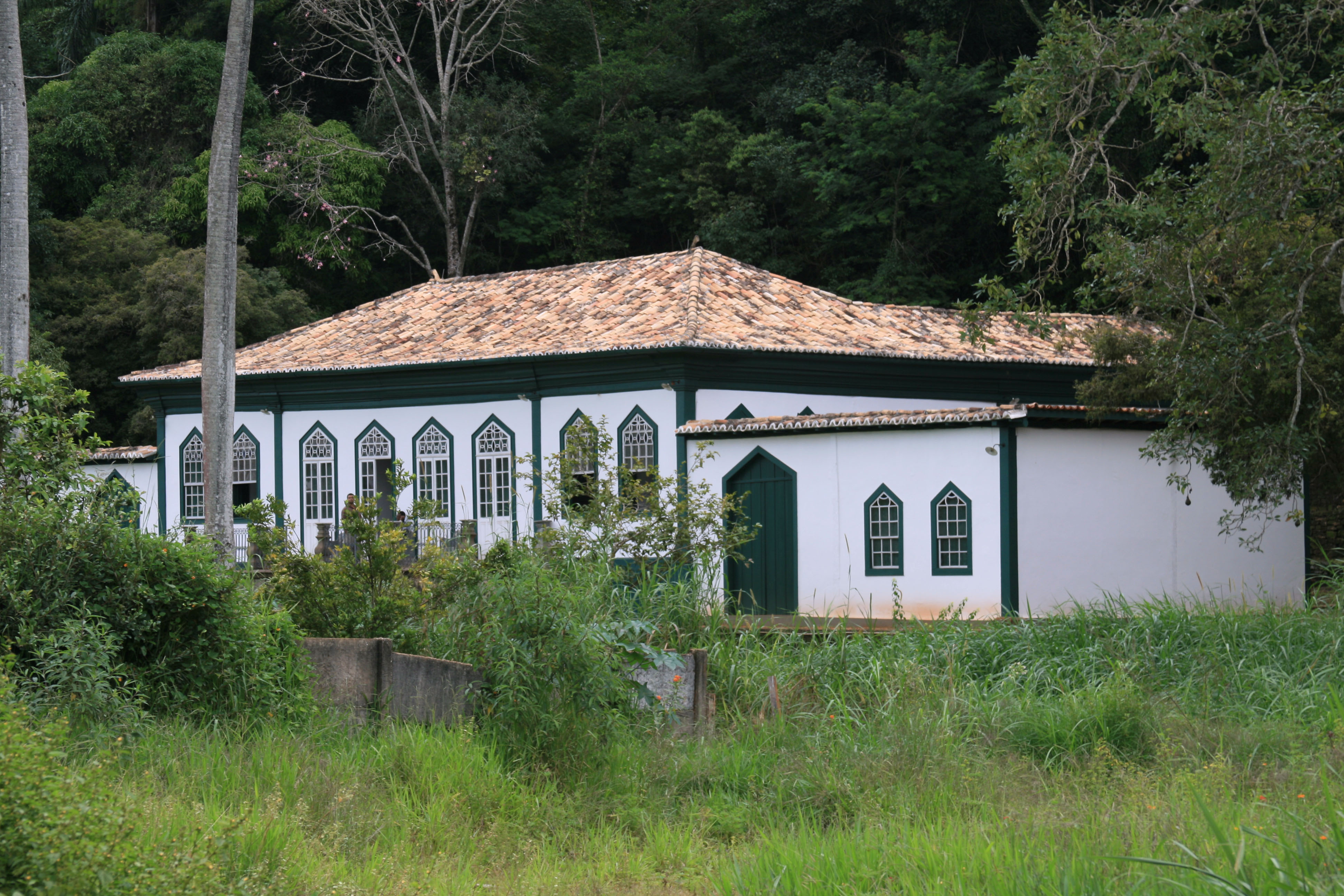
Chácara del Barão del Serro, en Serro, mediados del.

Las primeras residencias eran muy sencillas, no pasaban de cabañas similares a las cuevas indígenas. Se limitaban a una habitación multiuso, que podía contar con un pequeño anexo para la cocina, una plantilla que los siglos posteriores fue el único posible para la población más humilde, como los indios aculturados y los esclavos, y hasta hoy es encontrado en muchas regiones interiores. Había variaciones en este esquema elemental, añadiendo, conforme las posibilidades, dormitorios, una capilla y varios depósitos para las herramientas agrícolas y abrigo de animales. El techo era generalmente era de paja y el piso podía ser ligeramente elevado del suelo con planchas de madera. 
Las paredes, por su parte, eran construidas a veces solo con paja trenzada en esteros, más frecuentemente en la tradicional técnica de la tapia, el barro amasado sobre un esqueleto de madera, que continuó siendo muy usada hasta el siglo XIX incluso para edificaciones como las iglesias y colegios. Con el progreso de la colonización y el establecimiento de una estructura urbana básica, pasó a ser utilizado también el adobe para construcción, por ser más resistente y permitir el avance de estructuras mayores, con refuerzos de madeiramento, como conventos, colegios e iglesias más amplias, y a cantaría, que durante la colonia fue siempre la opción más costosa y de más rara.
Para mejorar las defensas contra los ataques de indios y, en el litoral, de los piratas, se adoptó la plantilla europea de urbanización compacta, con casas en su mayoría pegadas unas a las otras y con fachadas alineadas en la calle, quedando un terreno libre solo en los fondos. Esas residencias urbanas se caracterizaban por presentar aperturas distribuidas a espacios regulares y austeros, con marcos en madera o, con menos frecuencia, de piedra, cuyos ornamentos se resumían a una curvatura en las vigas y ocasionalmente un marco trabajado. El tejado también era sencillo, con tejas de barro y beirais, que podían tener alguna ornamentación discreta como una suave curvatura y picos en las esquinas. En muchos lugares del litoral son comunes las fachadas revestidas de azulejos, particularmente abundantes en la ciudad de San Luis, situada en el nordeste de Brasil. 
La organización interna de las casas podía variar bastante, pero generalmente consistía en una sala frontal que servía como comedor y salón. Se abría a un pasillo que comunicaba una serie de aposentos alineados, generalmente apenas iluminados y apenas ventilados, y desembocaba en una sala trasera, usada como cocina y como área de servicios. En los patios traseros podía haber otras estructuras, como habitaciones para esclavos y depósitos.  
Eran comunes las habitaciones con dos pisos, con balcones en hierro en el piso superior, y que podían usar el inferior como un comercio o taller. En algunos centros urbanos mayores, como Salvador y San Luís, sobreviven muchos inmuebles de hasta cuatro pisos. Algunas técnicas de construcción y el uso de materiales locales fueron aprendidos con los indios, especialmente los primeros tiempos. Ciudades como Salvador, Olinda, San Luís, Goiás Viejo y en particular las de Minas Gerais, donde se destacan Ouro Preto y Diamantina, conservan varios ejemplos de arquitectura civil y religiosa típicas del barroco colonial en sus centros históricos. Algunos fueron declarados Patrimonio Mundial por la Unesco.
Por otro lado, las carestías antes mencionadas llevaron las élites a buscar el campo como residencia permanente, y construyeron una serie de chácaras y haciendas en zonas suburbanas que tenían su propio sistema de abastecimiento, dejando sus caserones en la ciudad para uso eventual, para cumplir actividades sociales, oficiales y religiosas.

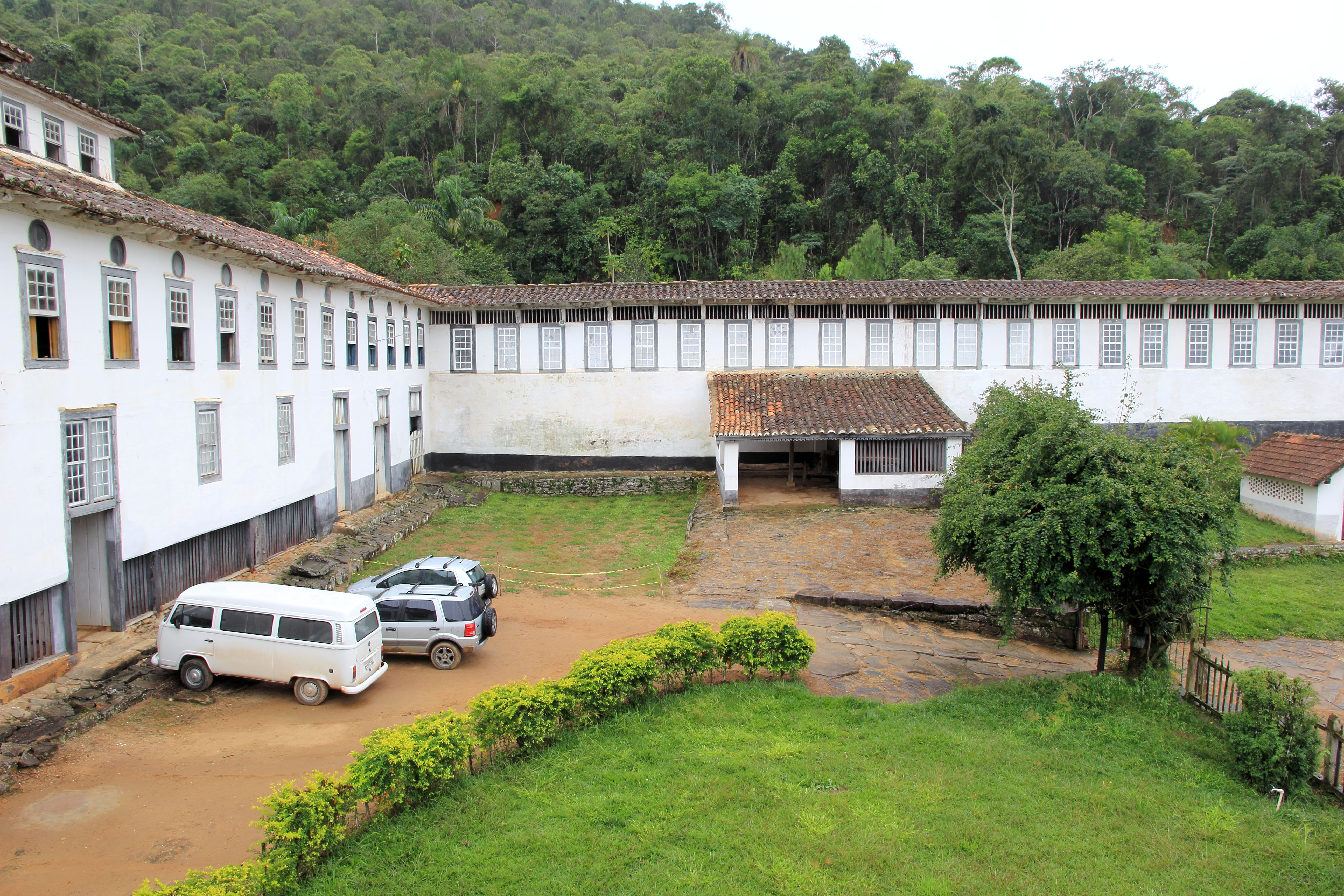
Vista parcial de la Hacienda Santa Clara.

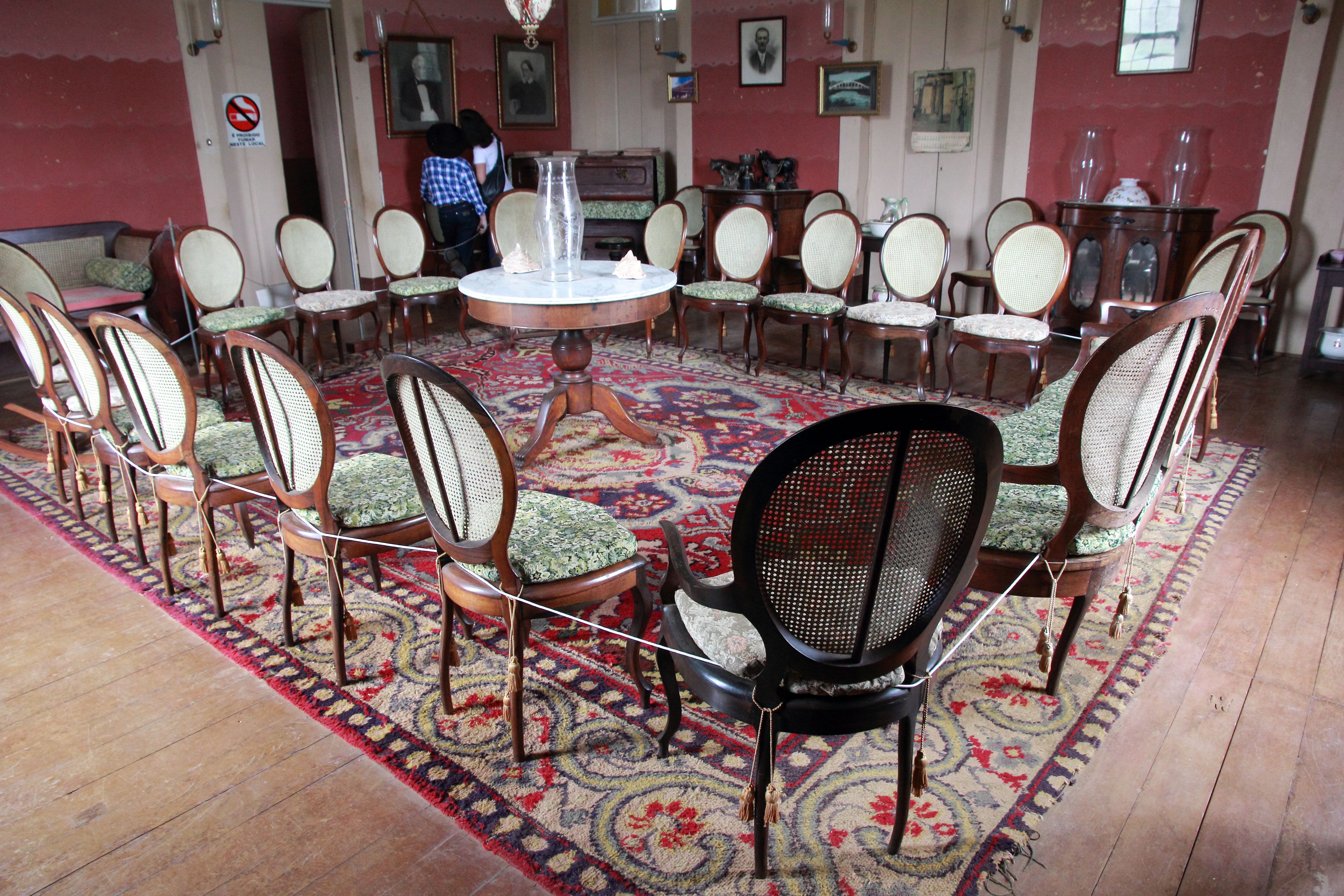
Uno de los salones de la Hacienda Santa Clara, un buen ejemplo de la austera elegancia de los grandes solares de Brasil rural.

Muchas otras edificaciones fueron construidas a la vez como residencias y como sedes de grandes haciendas básicamente monoculturas destinadas a la exportación, cultivando principalmente la caña de azúcar y, más tarde, el café. Aunque pertenecían a las familias adineradas, primaba la sencillez decorativa, privilegiando espacios amplios y confortables, pero despojados. 
Incluso así, su presencia muchas veces es palaciega. Los conjuntos estaban compuestos por un edificio principal de residencia del propietario, la llamada "Casa Grande", con otros anexos para una capilla (a veces incluida en la Casa Grande), la senzala de los esclavos, las habitaciones para los trabajadores blancos, los depósitos de herramientas y los establos y corrales para los animales. 
Algunos ejemplos son la Hacienda Colubandê, en San Gonçalo, el Ingenio Noruega, en Escalera, la Hacienda Fuente Limpia, en Santana de los Montes, el Ingenio Nuestra Señora de la Presentación, en Jaboatão, el Ingenio de la Lapa, en Río de Janeiro, la Real Hacienda de Santa Cruz, en la misma ciudad, y la Hacienda Santa Clara, en Santa Rita de Jacutinga, una de las más mayores edificaciones rurales de Brasil colonial. Solo en el siglo XIX, cambiando las modas y las convenciones sobre la exhibición de estatus social, y cesando las prohibiciones sobre el lujo privado, los señores de las haciendas se fijaron más en la decoración de sus residencias, que se llenan de mobiliario decorado, pinturas, alfombras, cristales, vajillas finas y otros adornos.
Parte de esa arquitectura rural es la llamada arquitectura bandeirista, construida por bandeirantes durante la conquista del sertón brasileño. Sus habitaciones tienen carácter marcadamente sólido, rústico y austero, que remite a la llamada arquitectura chã portuguesa, una derivación tardorenacentista, en el que se destaca un gran porche delantero entre dos aposentos laterales, generalmente usados uno como capilla y otro como cuarto de huéspedes, con un tejado de cuatro aguas y una gran sala central de uso múltiple. 
Esta es típica de la región de Sao Paulo, pero se extendió a otras áreas, como Goiás, y pueden ser citados como ejemplos la Casa de campo de Santo Antonio, en San Roque, la Casa del Sitio Tatuapé, en Sao Paulo, la Casa del Padre Inácio, en Cotia, la Casa de la Hacienda Mato de Pipa, en Quissama.
Esta arquitectura, que nació de patrones tradicionales portugueses, ha sido considerada una expresión original. Según el historiador Carlos Leímos, "habría sido la primera manifestación donde una apropiación asumió un hecho regional vinculado a una sociedad segregada". Para Luiz Falda, que fue uno de los primeros en caracterizar esta tipología, "la casa construida por el bandeirante es fundamental para comprender las características constructivas y por extensión culturales del brasileño".
En la categoría de los edificios oficiales, los ejemplos coloniales más característicos fueron las Casas de la Cámara, pero pocas sobrevivieron sin cambios. Una de las más significativas es la de Ouro Preto, hoy Museo de la Inconfidencia, que tiene una rica fachada con un pórtico con columnas, una escalera, una torre, estatuas ornamentales y estructura en cantaría. También fueron construidos algunos palacios de gobierno dignos de mención, como el Palacio de los Gobernadores del Pará y el Palacio de los Virreyes, en Río, después residencia de la familia reinante, pero eran estructuras austeras; pocos resistieron al pasaje del tiempo sin cambios relevantes. Un caso aparte es el Palacio de Friburgo, construido en 1642 por Maurício de Nassau, gobernador de una efímera conquista holandesa en Pernambuco. Demolido el siglo XVIII, fue una obra suntuosa y sede de una pequeña pero brillante corte.
Otras estructuras que guardan algún interés arquitectónico son las fuentes públicas, presentes en todas las vilas y ciudades, siendo la forma común en la época de distribución de agua potable. Más importantes son los aquedutos que aprovisionaban las fuentes, de los cuales sobrevive uno monumental, el Acueducto Carioca, construido entre los siglos XVII y XVIII, en Río de Janeiro, con 270 metros de ancho y 17 de alto.

### Arquitectura religiosa

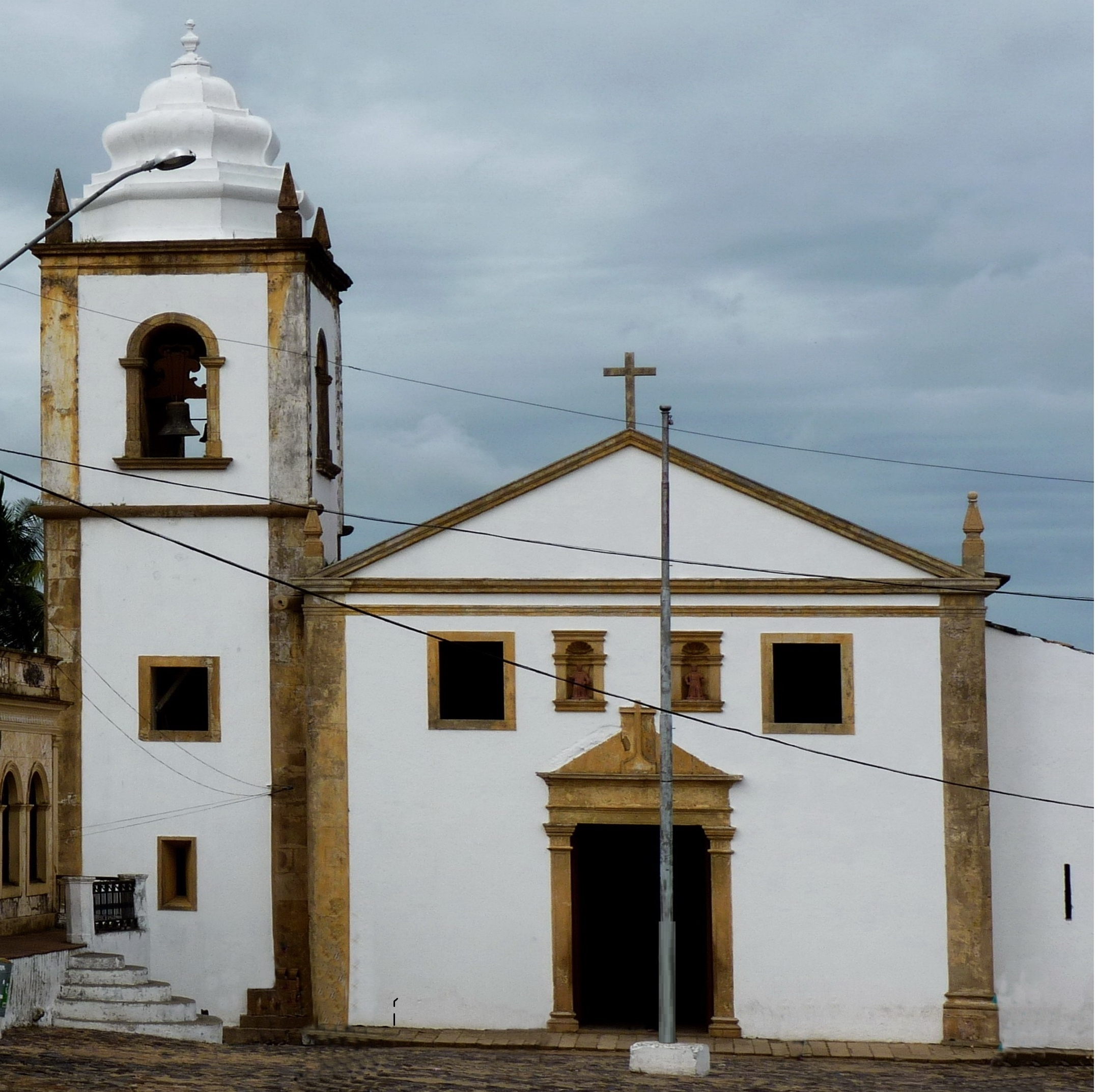
La Iglesia de Santos Cosme y Damião en Igarassu (PE), que comenzó a construirse en 1535. Es la más antigua del país.

Órdenes religiosas como los jesuitas, los franciscanos y los carmelitas, las primeras que se instalaron en Brasil, tenían entre sus filas arquitectos y constructores notables. Con ellos se inició una gran tradición de construcciones religiosas. Al tiempo que se formaban las caseríos y poblados, surgían las iglesias, conventos y capillas, ya que desde el inicio uno de los objetivos de la conquista fue imponerles la fe cristiana entre los pueblos locales. 
Como la administración civil en la colonia casi siempre fue ineficiente, la Iglesia Católica asumió también grande parte de las tareas de organización de la sociedad, del espacio urbano y del suministro de servicios de efectos legales como los certificados de nacimiento, matrimonio y óbito. Igualmente se hicieron cargo de la educación y de la asistencia social, y construyeron colegios, hospitales, orfanatos y asilos. Esas estructuras, aunque a veces de grande porte, fueron en regla despojadas y eminentemente funcionales. Las iglesias y conventos, por otro lado, podían presentar una decoración de lujo verdaderamente régio.

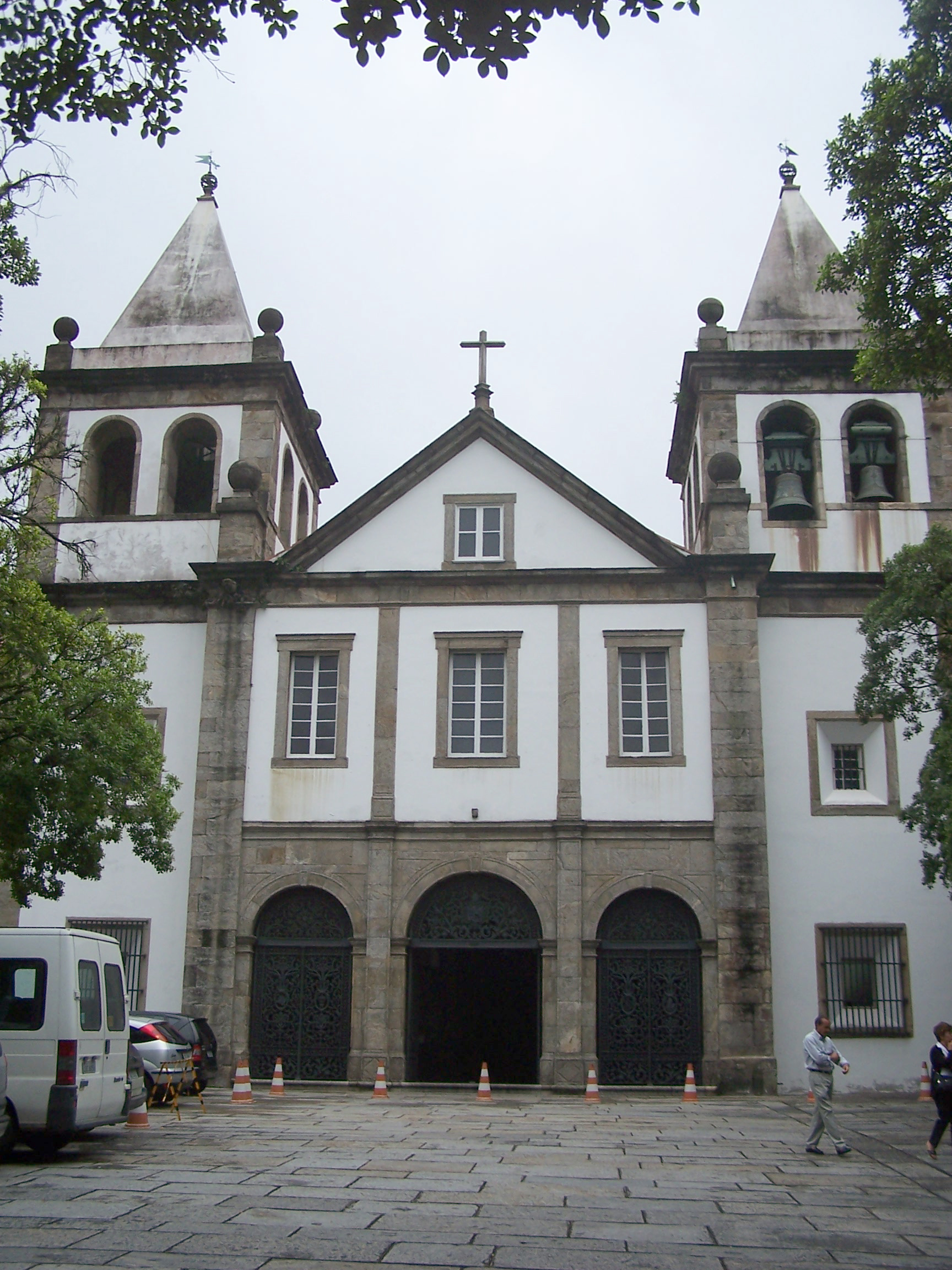
Monasterio de San Benito, Río de Janeiro, perfecto ejemplo de la arquitectura chã.

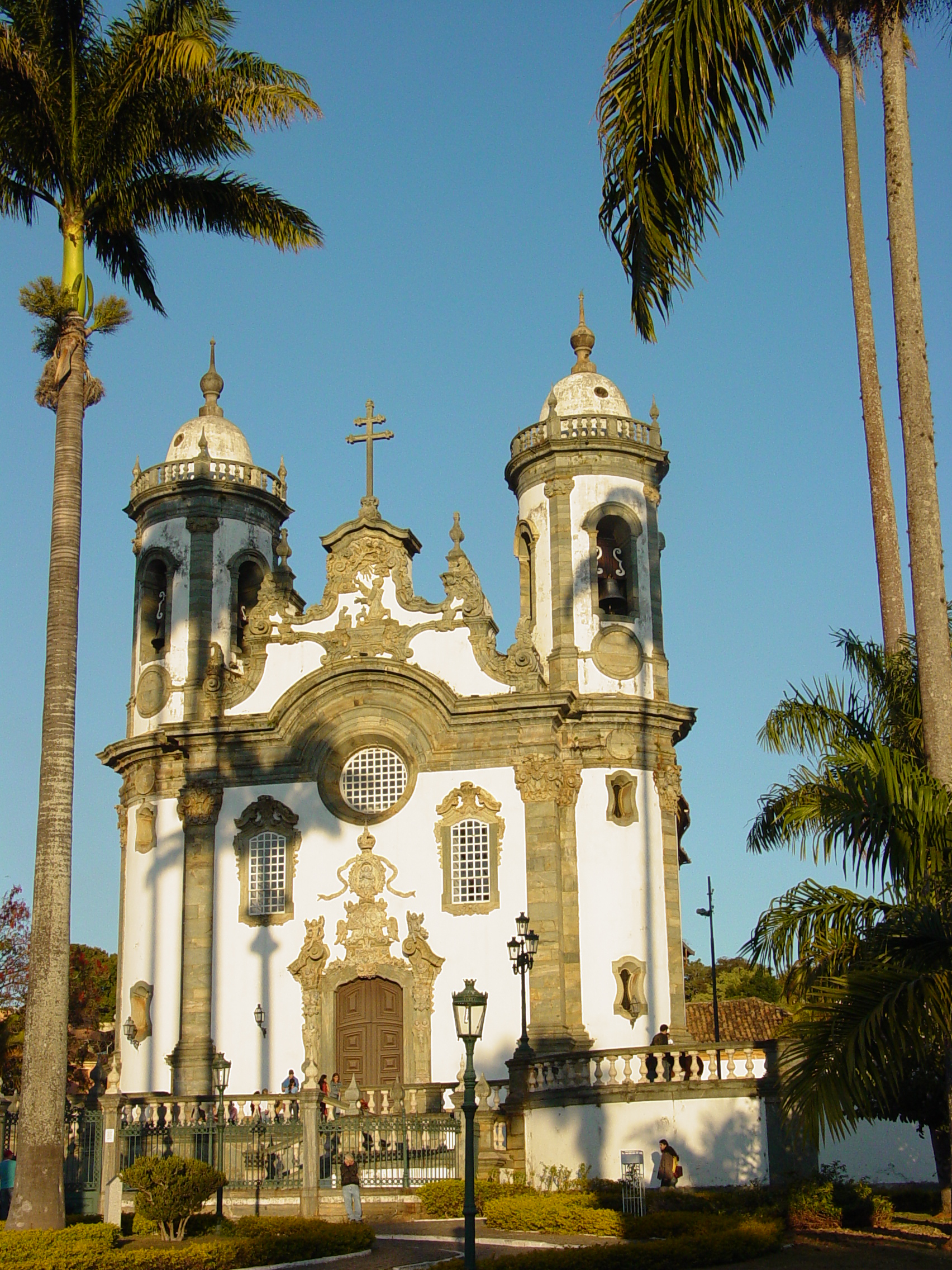
Iglesia de San Francisco de Assis, San Juan del-Rey, proyecto rococó de Aleijadinho modificado por Francisco de Lima Cerqueira.

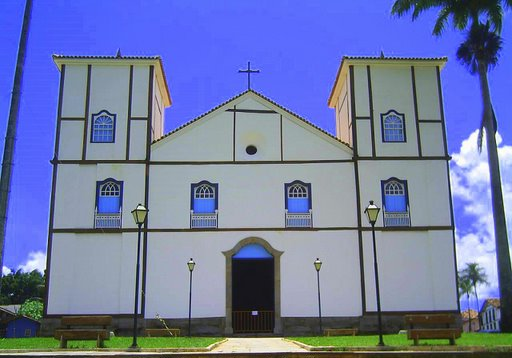
La Matriz de Pirenópolis ilustra bien las adaptaciones populares de los patrones eruditos.

Los primeros templos construidos en Brasil seguían los parámetros de la arquitectura chã, una interpretación manierista y típicamente portuguesa de la plantilla renacentista, inspirado últimamente en el templo griego clásico. Esta estética austera se caracteriza por las fachadas compuestas por figuras geométricas básicas, frontones triangulares, ventanas que tienden al formato cuadrado y paredes marcadas pelo contraste entre la piedra y las superficies blancas, con volúmenes poco proyectados. 
Generalmente hay por lo menos una torre sineira lateral adosada al cuerpo del edificio. A decoración de fachada es escasa y circunscrita en general a los portales, aunque los interiores de los ejemplares más majestosos puedan ser ricos en altares entallados, con estatuas que puede incluir ángeles, atlantes y cariátides y profusa ornamentación fito y zoomórfica, además de pinturas y azulejos.
La Iglesia de Santos Cosme y Damião en Igarassu y la Iglesia de Nuestra Señora de la Gracia en Olinda están entre los ejemplos más antiguos a sobrevivir, siendo todos originalmente bastante sencillos. Hoy día resta poco de la arquitectura quinhentista en Brasil, puesto que buena parte de las edificaciones más antiguas fue o destruida, pillada o reformada, incluso en tiempos recientes, como fue el caso de la importante iglesia jesuítica del morro del Castillo en Río de Janeiro, de 1567, demolida en 1922 en la reurbanización del área. Un ejemplo más tardío pero bastante típico del mejor de la arquitectura chã, de gran austeridad externa y sofisticación en el interior, es lo Monasteiro de San Benito de Río de Janeiro, construido entre 1633 y 1677 con base a un proyecto de 1617.
Desde el siglo XVI ya había la preocupación de las órdenes religiosas en refinar y embellecer los proyectos de iglesias en la colonia, para eso enviando en 1577 el arquitecto Francisco Días para que supervisara esa renovación. Él traía la influencia de la arquitectura sacra del italiano Vignola, uno manierista erudito. Lo que más cambió por los dos siglos al frente, sin embargo, fue a decoración, permaneciendo radicados los esquemas estructurales de la arquitectura chã.
Paese a la persistencia de formas básicas arcaizantes, el impacto visual es muy diferente y novedoso. Al largo de los siglos XVII y XVIII, periodo de auge del barroco, la tendencia de la decoración fue hacerse tan abundante, voluminosa y dinámica, cubriendo virtualmente todas las superficies libres, que la percepción de las formas arquitectónicas se diluye y confunde en una masa de formas en movimiento, como las trepadoras oscurecen los contornos de los edificios sobre los cuales crecen. Esa profusión decorativa era parte del programa católico de la Contrarreforma, con a liturgia cargada de un carácter didáctico y propagandístico.
En las palabras de Otto Maria Carpeaux, "para oponerse al verbo bíblico del ministro protestante, en la Iglesia Católica colaboran los artes plásticos y la música, representando la verdad religiosa de una manera que asombra los espíritus simples, eleva los de la élite y edifica a todos". Germain Bazin sintetizó lo me gusta barroco diciendo que "para el hombre de este tiempo todo es espectáculo". Esta fue la fórmula esencial e ideal de la iglesia barroca, que fue adaptada en cada proyecto conforme los recursos locales y la habilidad de los artesanos.
En este periodo, de preferencias más ornamentales y dinámicas que la tradición clásica- renacentista, aparecen frontones adornados con volutas y pináculos, las fachadas se mueven con nuevos volúmenes, estatuas, pórticos, molduras y relieves, las aperturas se diversifican, surgiendo formas en losango, pera, oval, estrella y otras. Las torres también se hacen más variadas, pueden recular en relación con la fachada, y sus cúspides se hacen hemisféricos, escalonadas o bulbosas, a veces revestidas con azulejos coloreados. La Catedral de Salvador ilustra bien la fusión de referencias clásicas, manieristas y barrocas. 
El primer templo considerado de un barroco puro fue la Iglesia de Santo Antonio, en Cairu. La Iglesia de San Francisco de Salvador, la capilla Dorada, en el Recife, y la Iglesia de la Orden Tercera de San Francisco de la Penitencia, en Río de Janeiro, están entre los mejores representantes brasileños del barroco en todo su esplendor decorativo. Pero, como ya fue dicho, durante periodo colonial hubo siempre muchas interpretaciones de tendencias estilísticas distinguidas, haciendo imposible la definición del estilo del periodo como coherente y unificado.
Ya los conventos tenían una organización más funcional, en edificios en general de dos o tres pisos. Estaban constituidos por una serie de salas para usos varios —comida, cocina, biblioteca, talleres, áreas de servicio—, además del claustro, un patio cuadrangular rodeado de galerías cubiertas a las que daban las celdas de los monjes. Estas eran por regla austeras, pero otros espacios, como la biblioteca, la sacristía de la iglesia, el refectorio, la sala del capítulo, los pasillos, las porterías o las galerías del claustro podían ser ricamente ornamentados con estatuas, pinturas, azulejos y talla dorada, comparables en fausto a las iglesias. San buenos ejemplos de esa riqueza los conventos de San Francisco en Salvador y de Santo Antonio en Cairu.
El último florecimiento expresivo del barroco sucedió en Minas Gerais, una región recientemente poblada, que desarrolló una dinámica sociedad impulsada por el descubrimiento de oro y diamantes. En sus orígenes los patrones de la arquitectura chã y la densa ornamentación del barroco tradicional fueron la regla en Minas, pero desde mediados del siglo XVIII, recibiendo la influencia del rococó francés, surgió una síntesis nueva, que para muchos estudiosos representa la primera marca de originalidad de la arquitectura sacra brasileña. 
El estilo minero es tipificado principalmente en los edificios construidos por Antonio Pereira de Sousa Calheiros, Francisco de Lima Cerqueira y Aleijadinho, que introdujeron nuevas soluciones formales y decorativas, dinamizando las fachadas y las plantas, aumentando las aperturas y aligeirando la decoración, que se hizo más esparsa y elegante y recibió colores más claros. Pueden ser citadas como ejemplares del rococó minero la Iglesia del Rosário de los Negros (Calheiros), y la Iglesia San Francisco de Asís(Cerqueira y Aleijadinho), ambas en Ouro Preto. También merece nota el Santuario del Buen Jesús de Congonhas, en Congonhas, con una implantación que quita partido de la topografía, con efecto monumental.

## Neoclasicismo

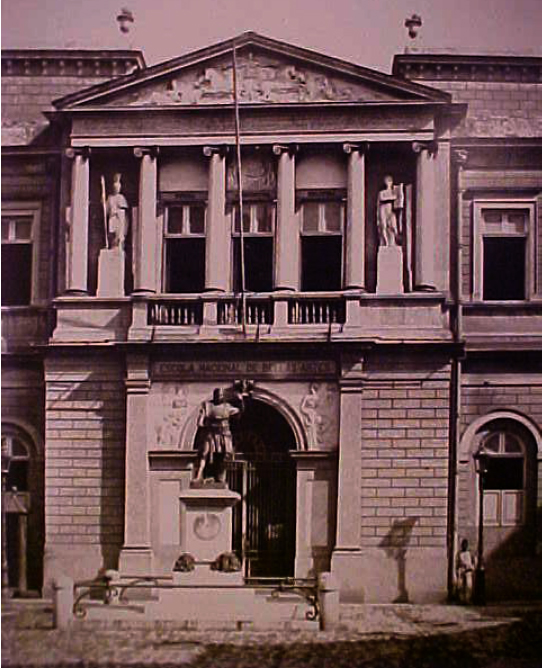
Pórtico de la Academia Imperial de Bellas Artes, proyecto de Montigny.

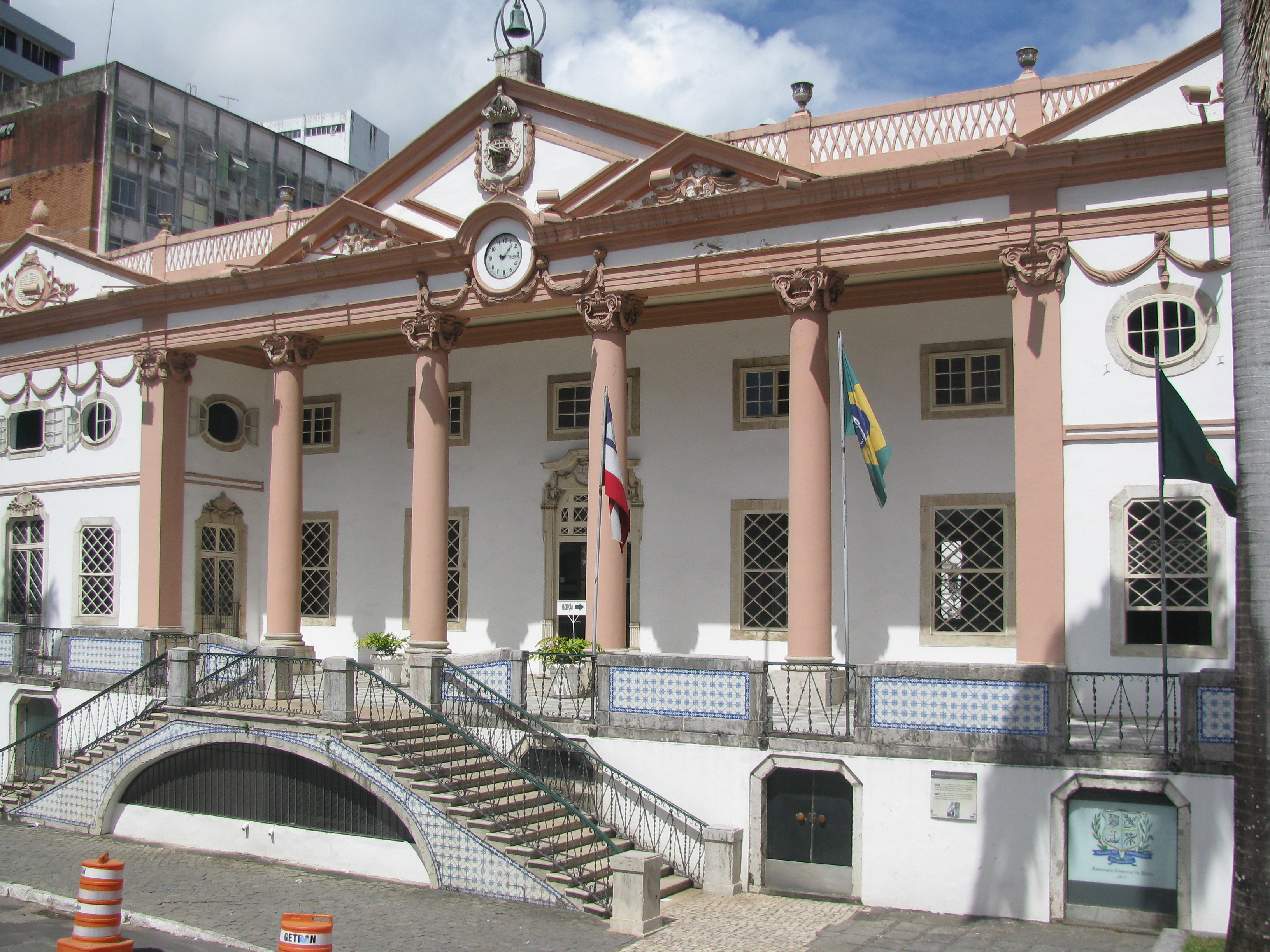
Detalle de la Asociación Comercial de Bahía, Salvador.

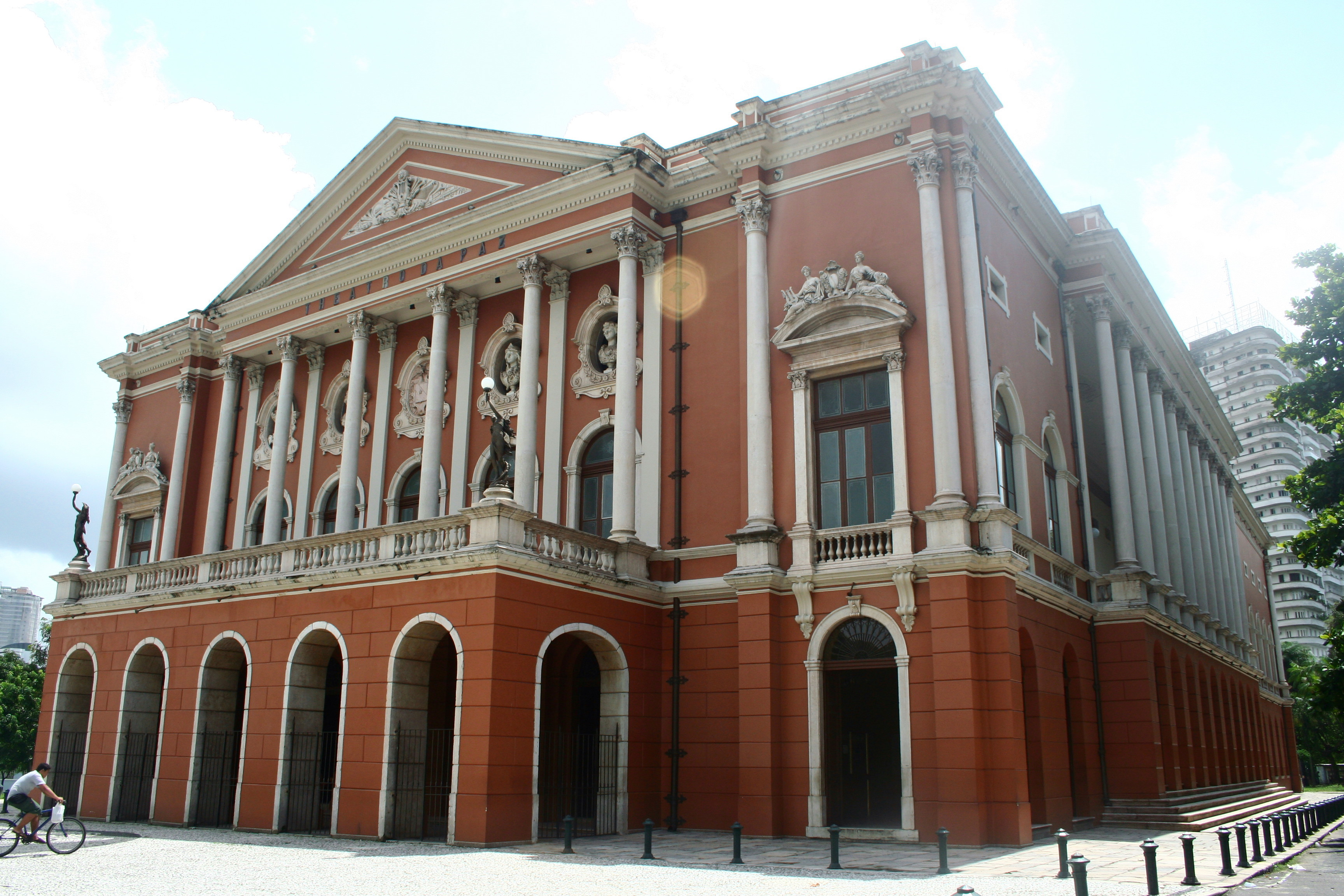
Teatro de la Paz, Belén.

Los elementos clasicistas comienzan a notarse de nuevo en Brasil con los arquitectos enviados por el marqués de Pombal para ayudar en las demarcaciones territoriales determinadas por el Tratado de Madrid de 1750, un grupo que incluía Antonio Landi, José Fernandes Alpoim y José Custodio de Sáa y Faría. Otro arquitecto notable que adoptó esquemas neoclásicos fue Maestro Valentim, quien trabajó en Río a finales del siglo VXIII y principios del XIX. Inspirada en la austera plantilla del templo griego e influenciada por el iluminismo, la arquitectura neoclásica buscaba el equilibrio y la economía, una estética cargada de asociaciones éticas y cívicas idealistas y progresistas, que buscaban expresar orden, racionalidad y disciplina.
Sin embargo, este solo se volvió una moda tras el traslado de la corte portuguesa a Brasil en 1808, a lo cual contribuyó también la presencia de la Misión Artística Francesa, un grupo de artistas e intelectuales franceses adeptos del Neoclasicismo que se transfirió a Río en 1816, proponiendo la renovación de la práctica y de la enseñanza artística nacional, incluyendo la arquitectura. Por su estímulo iniciaron las actividades de la futura Academia Imperial de Bellas Artes, que instauró en el país el método de enseñanza académica, con prolífica descendencia, y fijó definitivamente el Neoclasicismo como la estética más prestigiada, contando con el patrocinio real.
La fórmula neoclásica más erudita que prosperó en Brasil se mantuvo más o menos fiel al esquema del templo clásico, incorporando algunas libertades de la corriente palladiana y adaptando la plantilla las fachadas de más de un pavimento, predominando la demarcación de un pórtico céntrico con frontón triangular sostenido por columnas, que a veces se aplicaban a toda la extensión de la fachada bajo forma de pilastras, y en algunos casos adoptando incluso un esquema de peristilo. 
El arquitecto de la Misión, Grandjean de Montigny, asumió la cátedra de arquitectura civil, realizó varias obras para el gobierno (incluyendo el edificio de la Academia) e hizo gran escuela, teniendo entre sus discípulos José María Jacinto Rebelo, Joaquim Cândido Guilhobel, José Domingos Monteiro y Francisco Joaquim Béthencourt de Silva, prácticamente monopolizando los avances en la arquitectura local hasta su muerte en 1850. Entre sus innovaciones, Montigny introdujo nuevos parámetros en la concepción del espacio urbano, en la ordenación de las plantas, en la creación de aperturas de ventilación y en los requisitos de higiene, que encontraron la resistencia de los arquitectos y maestros-de-obra nativos, acostumbrados a la plantilla barroco de la edificación colonial.
Incluso la Misión Francesa una función de parte aguas en la historia de la arquitectura brasileña, sería ingenuo suponer que la herencia anterior dejara súbitamente de influir en la técnica y en la estética de las construcciones de la primera mitad del siglo XIX, especialmente en locales alejados de la corte carioca. Además de eso, su influencia mayor incidió sobre los edificios oficiales, los grandes palacetes de la élite, algunas facultades, teatros y hospitales, tardando más la habitación burguesa a acompañar los desarrollos arquitectónicos eruditos, ocurriendo muchas mezclas y concesiones a la tradición colonial.
En 1840, llegó a las tierras brasileñas el ingeniero fourierista francés Louis Léger Vauthier. Era una época de cambios en el Recife, que pretendía alterar suyas facciones portuguesas de ciudad recién salida de la época colonial. Pernambuco decidió entonces construir un teatro en su capital. Como no había profesionales calificados en Brasil, la provincia promovió la venida de ingenieros, matemáticos, técnicos y obreros europeos. El Teatro de Santa Isabel, proyectado por Vauthier, fue inaugurado en 1850, y es uno de los pocos ejemplares del genuino neoclasicismo construidos en el país en la primera mitad del siglo XIX.
Diversos ejemplos significativos de arquitectura neoclásica sobreviven en varios puntos del país. Se puede citar el edificio de la Asociación Comercial de Bahía en Salvador, el Palacio Real de la Quinta de la Buena Vista y el cuerpo céntrico de la Santa Casa de Misericordia en Río de Janeiro, la Casa de la Cultura, Asamblea Legislativa de Pernambuco, Ginásio Pernambucano, Hospital Pedro II, Hospital Ulysses Pernambucano y Mercado de San José en el Recife, el antiguo Palacio de Verano de Don Pedro II en Petrópolis, el Teatro de la Paz en Belém y el Palacio de los Leones en San Luis.
De cualquier forma el estilo barroco iría gradualmente disminuyendo y la corriente neoclásica predominaría, con un centro difusor principal en Río de Janeiro, donde la corriente principal permanecería más fiel a los referenciales extranjeros, incluyendo los materiales de construcción y los artífices. En el interior, donde las circunstancias geográficas, sociales y económicas eran diferentes, surgieron variaciones simplificadas y provincianas. Como observó Sania Gomes Pereira:
"Se puede observar en la práctica arquitectónica del siglo XIX un conjunto muy más complejo, en el que varios elementos están imbricados: la persistencia de formas y técnicas coloniales; la necesidad de nuevos programas y funciones; la incorporación de materiales importados; la diversificación de los agentes; los nuevos procesos de formación profesional de arquitectos e ingenieros; además de la sincronía de varios lenguajes formales.... Por lo tanto, en lugar de una solo manera dominante, coexisten técnicas, programas y estilos del pasado y del presente, evidenciando la permanencia de la tradición colonial, entrelazada en el deseo de modernización y en la necesidad de construcción imaginaria de la nueva nación".

## Eclecticismo
Desde la segunda mitad del siglo XIX, ya bajo influencia romántica, aunque permanece en vigor algunos principios clasicistas, volvería con fuerza el gusto por la decoración abundante, tanto en el interior como en las fachadas, donde se privilegiaron el confort, el lujo y la monumentalidad, y se realizó una amplia síntesis ecléctica, incluso con elementos barrocos.
Como uno de los importantes frutos de la Academia Imperial, en este periodo comenzó a formarse un cuerpo de crítica e historiografía de la arquitectura, cuyos pioneros son Manuel de Araújo Porto-Alegre, director de la Academia, José Albano Cordero y Moreira de Azevedo. También comienzan a difundirse obras teóricas de Johann Joachim Winckelmann, Marc-Antoine Laugier, Quatremère de Quincy, Jean Nicolas Louis Durand, Vignola y Palladio, y surgen los primeros tratados autóctonos en el Compêndio de Architectura Civil y Hydraulica (1844) de Pedro de Alcântara Bellegarde y en el Vocabulario de los Términos Technicos del Arte de Construir (1868-69), de André Rebouças.

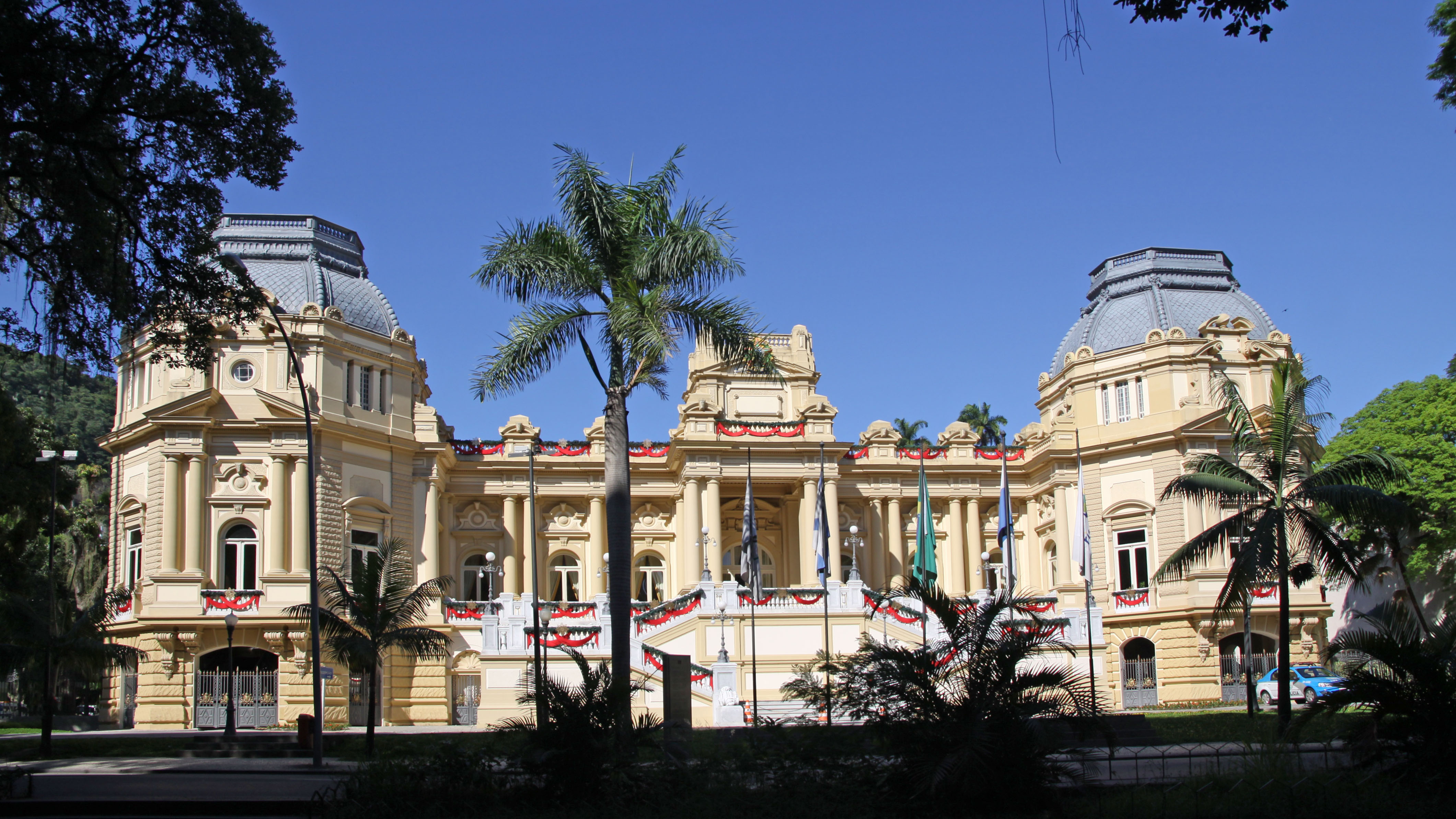
Palacio Guanabara, en Río de Janeiro, iniciado en 1853.

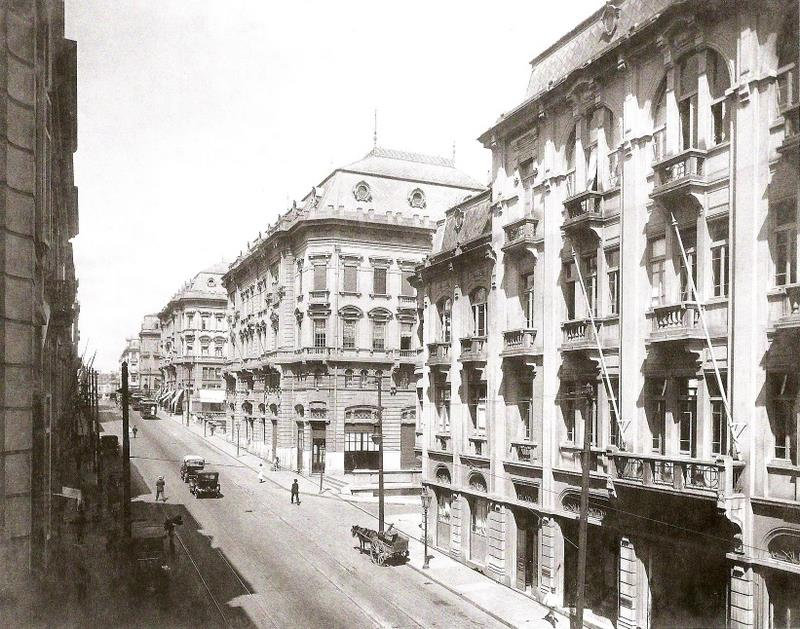
Fachadas eclécticas en Sao Paulo, c. 1920.

La ampliación en los estudios académicos, el aumento en el número arquitectos en ejercicio y las nuevas tendencias románticas produjeron cambios en el neoclásico. Este perdió su rigor e incorporó elementos ajenos a la pura tradición clásica y a su sistema de proporciones basado en la sección áurea, y comenzó a usar sistemas basados en números enteros, en una filosofía que abandonaba el idealismo y cuyas preocupaciones primarias eran la necesidad y la funcionalidad. Se creía también que la belleza de la obra "moderna" se podía alcanzar mediante la selección y combinación de las mejores características del vasto y heterogéneo legado de los diferentes estilos arquitectónicos. 
Antiguos discípulos de Montigny, como Guilhobel, Rebello y sobre todo Béthencourt de Silva adoptaron estos principios. Esto dio lugar a un conjunto extremadamente ecléctico, de fuerte carga decorativa e historicista, con elementos arquitectónicos que buscaban nuevas soluciones en la volumetría, en la distribución de espacios internos, en el vocabulario ornamental y en la técnica constructiva. Según Gustavo Roca-Peixoto, la actuación precursora de Béthencourt de Silva "no es ruptura con el neoclásico, es continuación modernizadora. Es algo que camina para adelante, se moderniza y actualiza".
A finales del siglo, críticos como Gonzaga Duque pusieron en jaque los patrones académicos. El pasado artístico y arquitectónico colonial comenzó asimismo a verse con desprecio y a ser considerado como feo, pesado, como la expresión del atraso y de una herencia portuguesa considerada mezquina y excesivamente influenciada por la religión y las supersticiones. Según Duque: "Ni palacios, ni templos suntuosos poseía la Colonia".
En las décadas siguientes, esto llevó a la demolición de una gran cantidad de edificios valiosos, así como de caserones populares. La reurbanización del Río a comienzos del siglo XX supuso demoles centenares de edificios barrocos, entre ellos obras de excepcional importancia como la iglesia y el colegio de los jesuitas y otras estructuras del Morro del Castillo, que fue arrasado, así como la Iglesia de San Pedro de los Clérigos. En muchas otras ciudades sucedió algo similar. La fiebre por tumbar edificios antiguos solo disminuyó en los años 1930. 

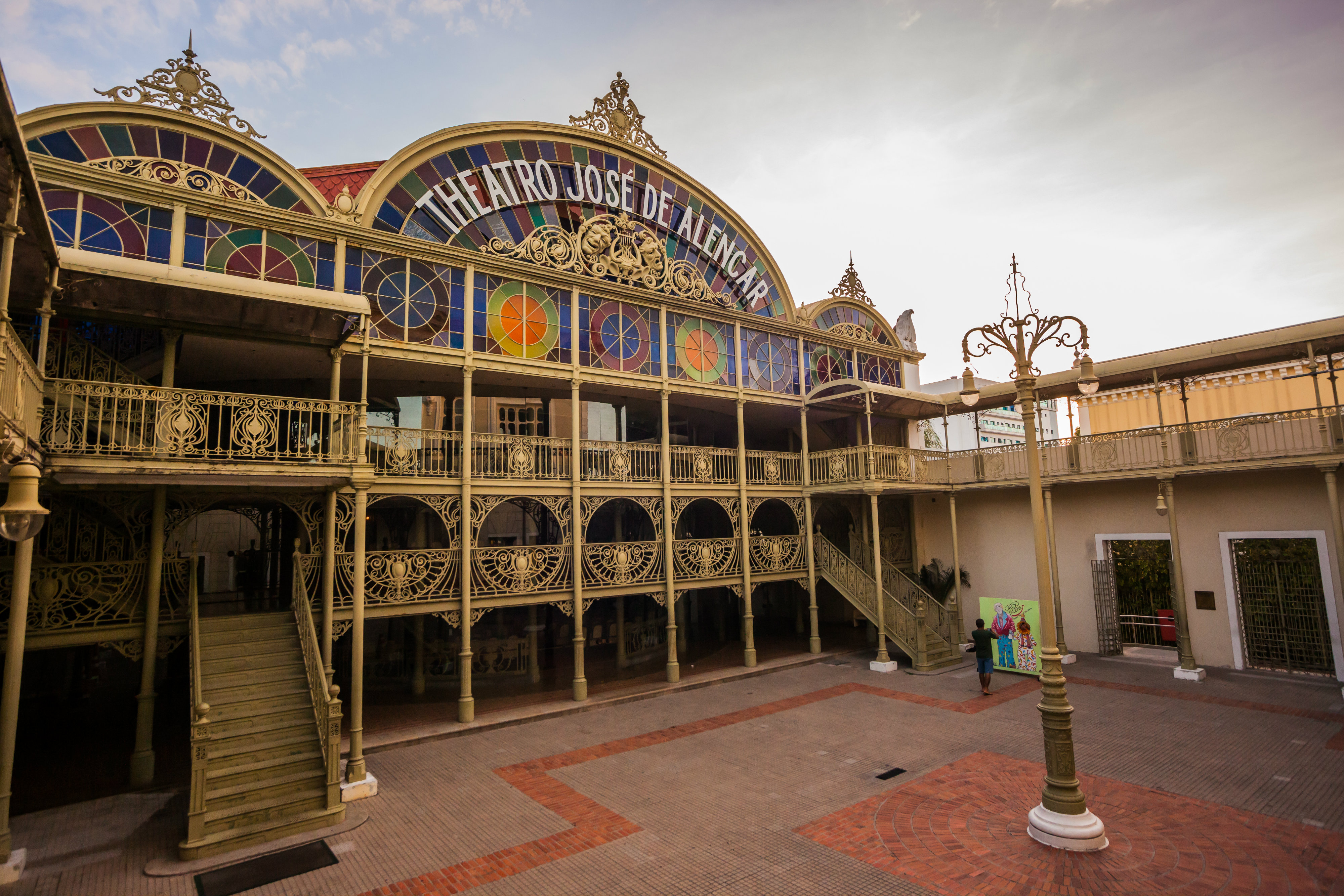
Teatro José de Alencar, en Fortaleza, estructura de hierro.

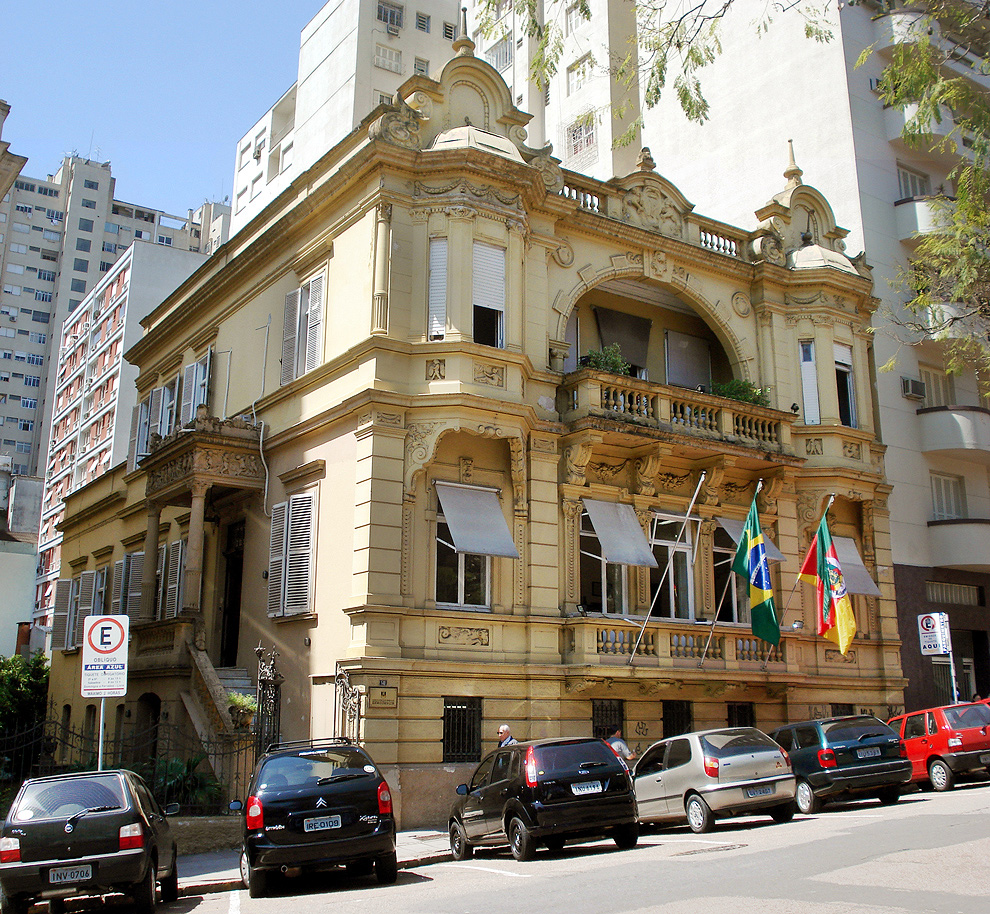
Solar Palmeiro, en Porto Alegre, un típico representante de los palacetes urbanos de la élite durante el eclecticismo.

Proclamada la República, con el país rediseñando sus sentimientos nacionalistas y la fisionomía de sus ciudades, el eclecticismo se usó para ilustrar un ideario político. Entre otras cosas, este negaba la conexión con el pasado portugués haciendo referencias a otras fuentes de cultura, como Francia y a Italia. Muchas grandes ciudades de Brasil, en especial Río de Janeiro, adoptaron un normalizado ecléctico en sus reurbanizaciones. 
En el paso del siglo XIX para el siglo XX, las artes arquitectónicass registraron na rápida expansión y desarrollo gracias a una acelerada urbanización y a innovaciones tecnológicas en los medios de transporte (expansión de los ferrocarriles y aparición del tranvía eléctrico, e inmediatamente el automóvil), en la industria (producción en serie) y en los métodos de construcción (uso estructural del hierro fundido, acero y concreto), así como en el sistema de producción con el empleo de mano de obra asalariada, de la cual buena parte era inmigrante
De 1880 a 1910 se generalizaron las estructuras de hierro fundido, a veces ricamente ornamentadas. A casi toda América Latina llegó esa moda que significaba progreso y civilización, importando edificios prefabricados de Europa, aunque el número total no fuera realmente grande. Estaciones ferroviarias, mercados y almacenes portuarios fueron los usos más frecuentes del hierro fundido, asociado la chapa de hierro galvanizado. Este también fue empleado en muchas verandas, escaleras, columnatas y coberturas de patios internos y jardines de invierno de residencias elegantes, o en quioscos y templetes comunes en incontables plazas brasileñas. 
Esas estructuras generalmente venían listas de Inglaterra, Bélgica o Francia, desarmadas en piezas. Servían de lastre para los navíos y eran armadas ya en Brasil. Esta arquitectura permitió construir estructuras leves y elegantes como el Mercado de São José de Recife, el Palacio de Cristal de Petrópolis, el Teatro José de Alencar en Fortaleza y el Mercado Ver-o-Peso de Belén.
A principios del siglo XX el eclecticismo entró en su auge, incorporando elementos historicistas y exóticos, en una mezcla de trazos neobarrocos, moriscos, románicos, góticos y de otras escuelas y países, con una proliferación de grandes construcciones públicas y privadas en todo el país. Incluyó palacios de gobierno, teatros, grandes colegios, y extendiendo su área de influencia hasta las capas más bajas de la población, que también comenzó a construir sus residencias en un estilo ecléctico simplificado.
Mientras que el Estado deseaba afirmarse internacionalmente junto a las grandes potencias capitalistas edificando a gran escala según los principios más "modernos" e internacionalizantes, una burguesía acomodada en rápido ascenso colaboraba en la multiplicación de edificaciones suntuosas y monumentales, con interiores extremadamente lujosos y fachadas sobrecargadas de ornamentos y estatuas, para asegurar física y visualmente su estatus e igualmente expandir el mercado constructor y el sistema de producción que ella misma administraba. En las palabras de Annateresa Fabris,

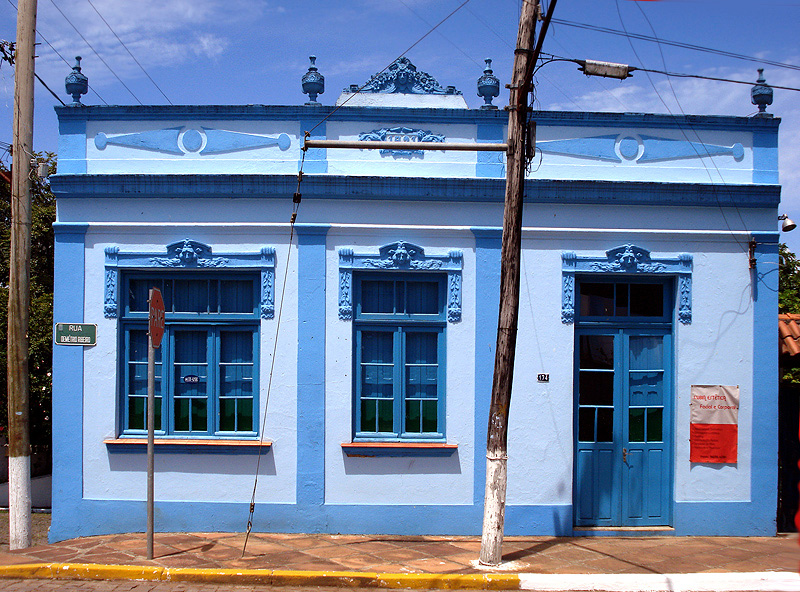
Típica residencia popular en estilo ecléctico del inicio del siglo XX, Triunfo.

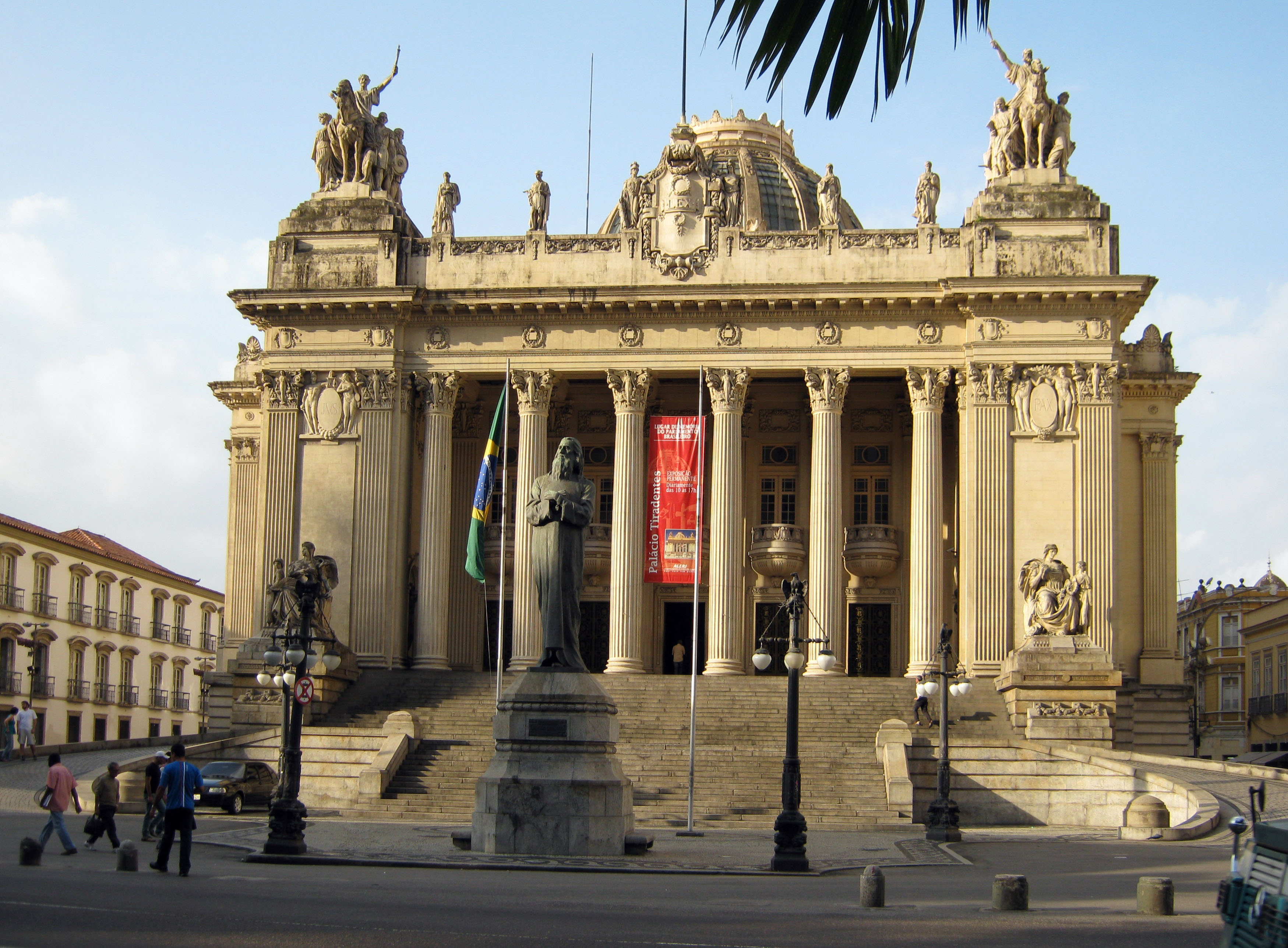
Palacio Tiradentes, Río.

"En el centro de una de las cuestiones fundamentales del eclecticismo (está) a de la representación, a de la teatralización de la vida. No es por casualidad que su manifestación más importante se concentra en la fachada... la arquitectura debe ser representativa, debe evidenciar a través de la forma exterior y de la estructura el estatus de su ocupante, bien sea el Estado, bien un individuo particular. Por eso la decoración es un elemento indispensable en la gran escala, pues multiplica la función ilusionista de los materiales, y hace que lo erudito y lo pintoresco se mezclen: es necesario resaltar el carácter de obra de arte total inherente a la ciudad y nada más apropiado que salpicarla de monumentos... Se asiste en los barrios de clase media e incluso en barrios más populares al surgimiento de edificaciones estructuralmente simple, pero marcadas por detalles decorativos, que sintetizaban los aspiraciones de prestigio y ascenso social de sus habitantes y la gana de contribuir, en la medida del posible, a la calificación y al embellecimiento de la ciudad, patrimonio imaginario común de toda la sociedad".
Entre los arquitectos de esta época se destacan Adolfo Morales de los Ríos, autor del proyecto del Museo Nacional de Bellas Artes, Francisco Pereira Passos, el alcalde de Río que determinó la reurbanización de la ciudad y autor del proyecto del Teatro Municipal, Souza Aguiar, a quién se debe el diseño del edificio de la Biblioteca Nacional, Heitor de Melo, con obra extensa, incluyendo la Cámara Municipal de Río de Janeiro y el Derby Club, Tommazio Bezzi, que proyectó el Museo Paulista, Ramos de Azevedo, creador del Teatro Municipal de Sao Paulo y otros edificios, Filinto Santoro trabajó en varias partes de Brasil y dejó obras como el Mercado de São Brás en Belén y el Palacio Río Negro en Manaus, y Theodor Wiederspahn, también con vasta producción, donde destacan por ejemplo el antiguo edificio de Correos y Telégrafos y el Edificio de la Cervecería Brahma.
Otros edificios eclécticos de gran importancia son la Estación de la Luz y el Palacio de las Industrias, en Sao Paulo; el Palacio de Catete, el Palacio Tiradentes y el Palacio Laranjeiras, en Río de Janeiro, los edificios históricos de la UFRGS y el Santander Cultural en Porto Alegre; el Teatro Amazonas en Manaus; el Palacio Río Blanco de Salvador; el Palacete Bolonha en Belén, y en el Recife el Palacio del Campo de las Princesas, el Palacio de Justicia, el Cuartel del Derby y la Facultad de Derecho.
Desde meados del siglo XX, bajo la influencia de los seguidores del modernismo, los estilos arquitectónicos similares al eclecticismo pasaron a ser considerados por muchos una aberración y llevados a la demolición en nombre de la especulación inmobiliaria y del nacionalismo, inclusive varios edificios importantes, entre ellos el emblemático Palacio Monroe, cuya demolición generó una polémica aún vigente. 
Solo desde los años 1980 estilos como lo eclecticismo pasaron a ser revalorizados como una expresión legítima de determinada fase de la historia arquitectónica brasileña, y por eso merecedor de atención, respeto y protección. Sin embargo, se siguen demoliendo edificios históricos en nombre de la modernización de las ciudades y tal tema fue abordado por la película Aquarius, de Kleber Mendonça Filho. El Edificio Caiçara, en Recife, fue uno de los casos más recientes de demolición de edificios eclécticos.

### Neogótico

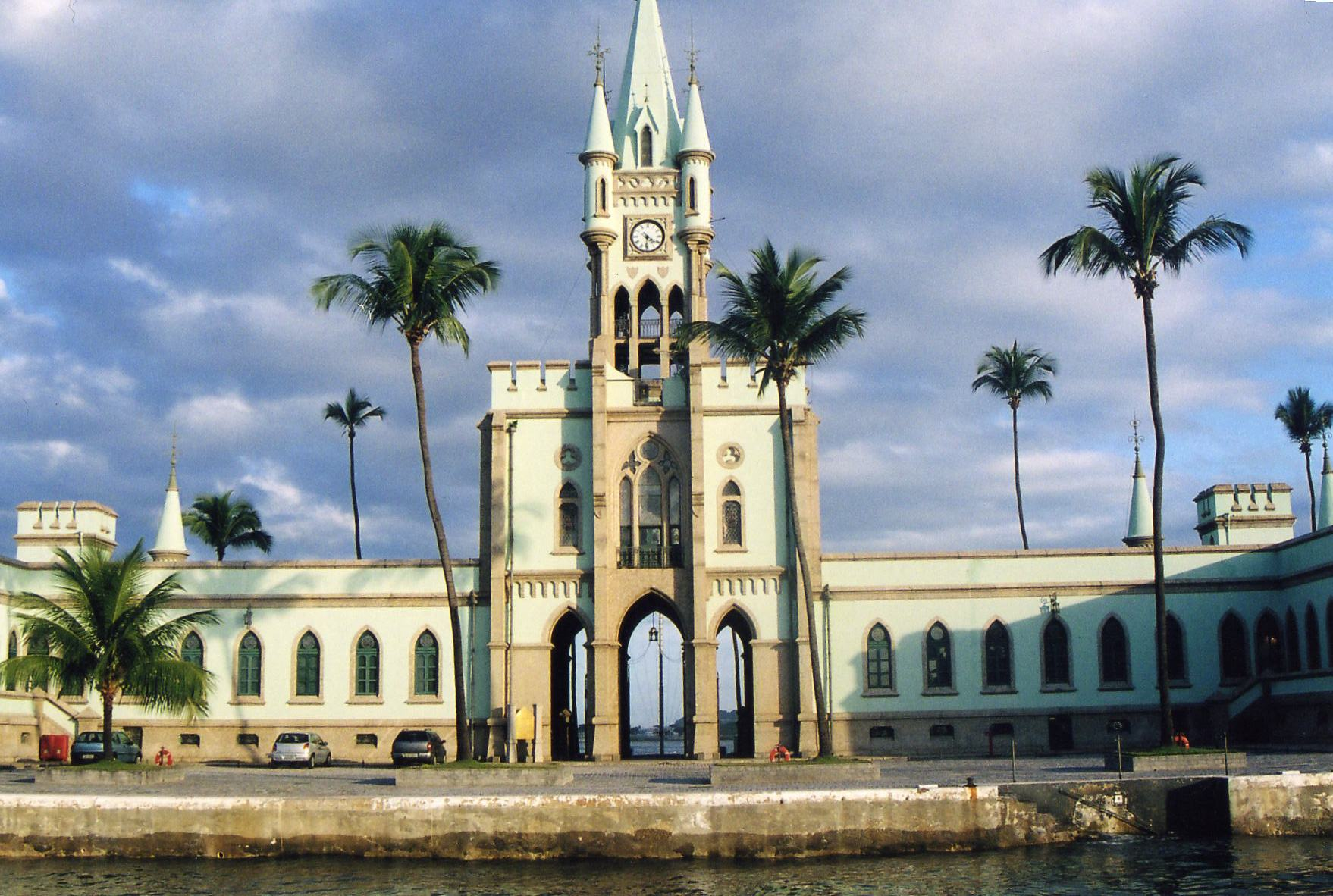
Pórtico de los pabellones de la Isla Fiscal, Río.

Una tendencia influyente y bien bien fue la neogótica que se expresó en todo Brasil entre el fin del siglo XIX y mediados del siglo XX. Esta fue visible especialmente en la arquitectura sacra, pues se consideraba que el gótico histórico era un estilo "espiritual", pero también se encuentra en residencias, colegios, hospitales y cárceles.
Aunque fuera una corriente revivalista, eso no les impidió a los arquitectos experimentar con materiales y técnicas constructivas. Por otro lado, el neogótico frecuentemente se manifestó solo en detalles y en la ornamentación, y no en las estructuras esenciales, siendo fácilmente distinguido por la presencia de aperturas en arco apuntado, típica del gótico histórico, muchas veces el único elemento que denuncia la referencia historicista, mezclada a otros elementos de estilos diferentes. 
Entre los primeros ejemplares en aparecer en el territorio brasileño están el Real Gabinete Portugués de Lectura de Río de Janeiro, los pabellones de la Isla Fiscal y la capilla de la Piedad, en la misma ciudad, la Catedral de Petrópolis y el Santuario del Caraça. Aunque el neogótico internacional ya haya sido muy explorado por los estudiosos, hay pocas las investigaciones sobre esta corriente en Brasil.
Otros ejemplo del neogótico brasileño son la Catedral Metropolitana de Sao Paulo, uno de los mayores templos neogóticos del mundo, adoptando una línea derivada de la interpretación modernizada del gótico nacida con Viollet-le-Duc, con uso de metal en la cúpula y torres y técnicas avanzadas de construcción, la Iglesia de Santa Teresinha, en Porto Alegre, insertada en la llamada "línea arqueológica", que buscaba una aproximación literal del estilo medieval, con líneas puras y afinadas, la Catedral de Caxias del Sur, la Matriz de San Luiz Gonzaga y la Catedral de San Juan Batista de Santa Cruz del Sur.

### Neocolonial
Otra corriente historicista que ganó espacio a comienzos del siglo XX fue la neocolonial, también llamada neobarroca. En un periodo en que la tradición arquitectónica colonial en Brasil era vista como anticuada, el estilo neocolonial se insertó en un movimiento (apoyado por sectores del gobierno y academias) que buscaba las raíces culturales "auténticas" del país para rescatar su prestigio, legitimarlas y luchar contra las tendencias internacionalizantes de moda, una ideología que se propagaba en toda a América Latina en aquel momento histórico. 
El neocolonial se apropia, como entiende Carlos Kessel, «de la relación entre pasado y presente para justificar una intervención concreta en la vida social: la iniciativa de la construcción de escuelas, residencias, edificios públicos e iglesias según un canon estético que visa a la regeneración del espíritu de la nación, de una sociedad considerada en vías de decadencia». Aunque bien caracterizada, con elementos que remitían directamente a la tradición colonial histórica, la escuela neocolonial se reveló muchas veces ella misma una versión peculiar del eclecticismo, ya que en su reconstrucción del pasado se apropió de elementos de periodos distinguidos de la larga fase colonial en mezclas indiscriminadas e incorporó trazos de otras corrientes estéticas.

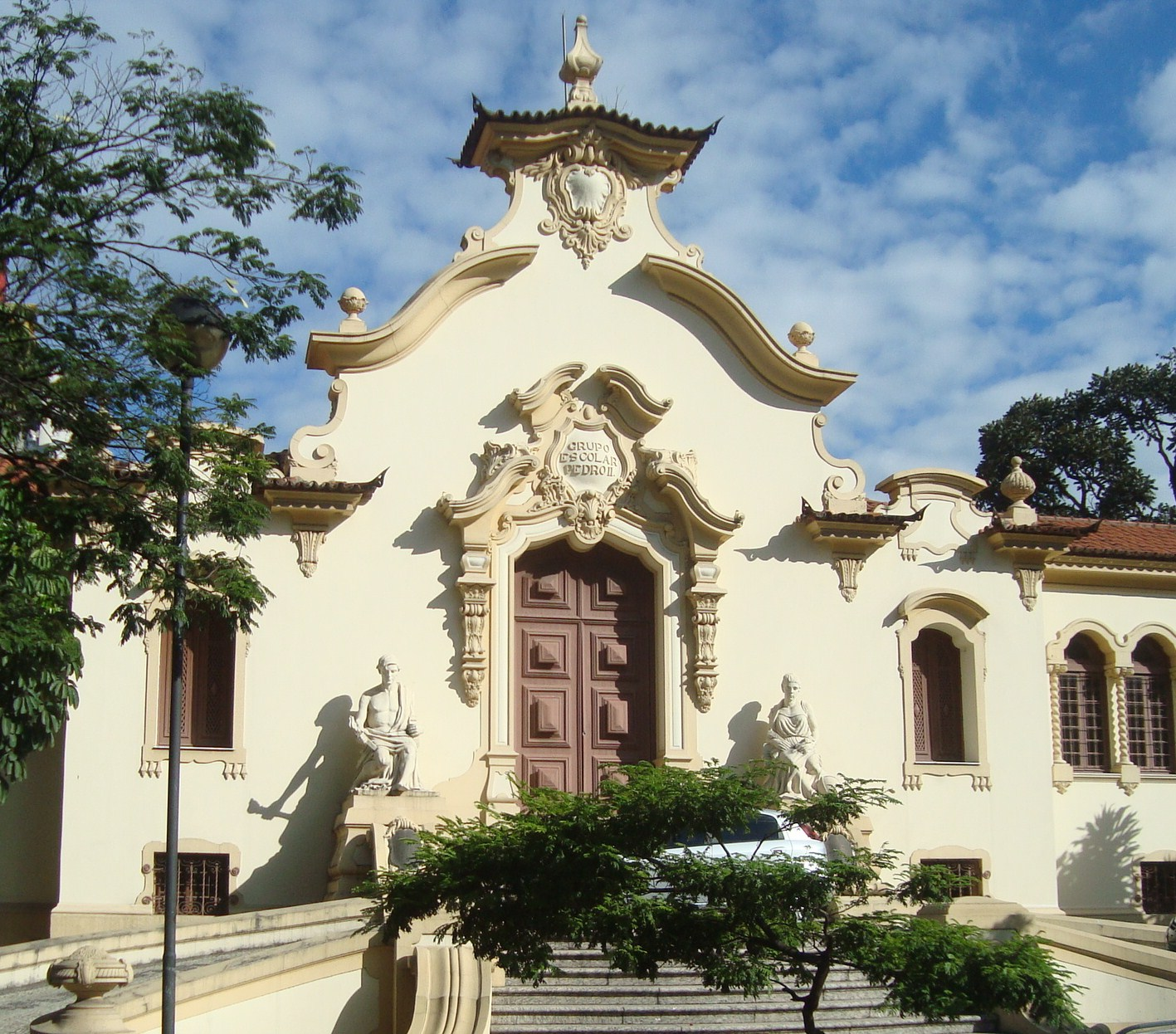
Escuela Provincial Don Pedro II, en Bello Horizonte.

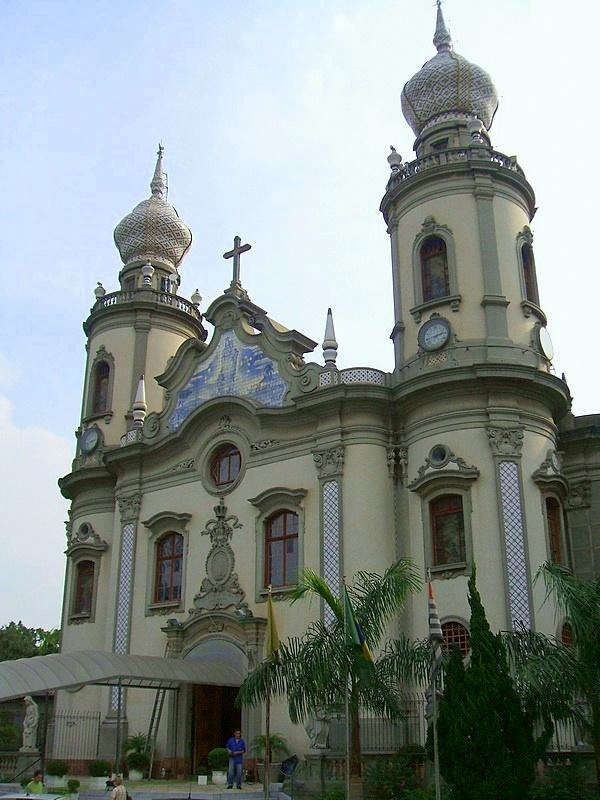
La iglesia neocolonial de Nuestra Señora de Brasil, en Sao Paulo.

Se atribuye a Victor Dubugras el mérito de haber sido el primero en construir un edificio neocolonial en Brasil, una residencia que proyectó para Névio Barbosa en Sao Paulo, en 1914, que fue seguida de muchas otras estructuras privadas y públicas, como el Largo de la Memoria y los monumentos a lo largo del Camino del Mar. En 1917 Ricardo Severo dio una conferencia donde presentó los aspectos principales de la propuesta neocolonial. Dijo:
"Aquí, la arquitectura tuvo un cuño estético y un carácter propio mientras fue tradicional, aunque hayan sido humildes sus principios; dejó, sin embargo, de tener esa particular expresión artística cuando fue copia de estilos o de plantillas extranjeras. Readquirirá los foros de arte brasileño, cuando reintegrarse en su medio local y tradicional, incluso con plantillas importadas y desde que estos provengan de una civilización o raza afín de nuestra y se amolden por completo a las condiciones mesológicas nacionales".
La producción de Severo fue extensa, incluyendo la casa del banquero Numa de Oliveira, el Estadio San Januário y las sedes de las sociedades portuguesas de beneficencia de Campinas, de Sao Paulo y de Santos. Georg Przyrembel fue otro nombre importante en la difusión de la tendencia, dejando varias obras como la residencia de Odon Cardoso y la Iglesia y Convento de Carmo, en Sao Paulo. 
Otros arquitectos destacados fueron José Mariano, presidente de la Sociedad Brasileña de Bellas Artes y el más activo divulgador del movimiento en Río de Janeiro, autor de centenares de artículos y del manifiesto Los Diez Mandamentos del Estilo Neocolonial a los Jóvenes Arquitectos, Ângelo Brunhs, autor del proyecto de la antigua Escuela Normal del Río, considerado por Caion Meneguello Natal como uno de los más representativos de esa estética en todo el país, más Nereu Sampaio, José Cortez, Edgard Viana y Arquimedes Memoria.
En 1922 el neocolonial vio su consagración en la Exposición Internacional del Centenario de la Independencia, realizada en Río de Janeiro bajo los auspicios del gobierno federal, con varios pabellones construidos en dicho estilo, teniendo su fase de apogeo hasta la década de 1930. Aunque el neocolonial haya caído en las gracias de la oficialidad, siendo privilegiado en muchos concursos para edificios de órganos públicos, escuelas e iglesias, — durante el mandato del alcalde del Río Prado Júnior fue obligatorio para los proyectos de escuelas públicas — y de hecho, en la apreciación de Navidad, "símbolo de la nacionalidad durante la década de 1920", generando un gran número de edificaciones, su influencia se limitó al Río, Sao Paulo, Minas Gerais, Paraná y Goiás.
El estilo recibió muchas críticas, que veían en él solo un pastiche sin carácter y encontraban bajo su nacionalismo una ideología xenófoba, conservadora, elitista y racista, y hoy está olvidado. Sin embargo, estimuló los estudios académicos sobre la historia de la arquitectura brasileña y llamó la atención sobre un rico legado que estaba siendo destruido bajo la onda del progreso, lo que contribuyó a crear políticas públicas conservacionistas del patrimonio colonial edificado. Figuras de proa de la primera fase del movimiento modernista brasileño, como Lúcio Costa, Mário de Andrade y Manuel Bandera, fueron sensibilizadas por la onda neocolonial, cuando también buscaban descubrir lo que sería el carácter brasileño.
Otras edificaciones importantes son la Universidad Rural de Río de Janeiro, en Seropédica, la Iglesia Nuestra Señora de Brasil, en Sao Paulo, el Museo Histórico Nacional, en Río de Janeiro, el Ayuntamiento de Teresópolis y el Grupo Escolar Pedro II, en Bello Horizonte.

### Art nouveau

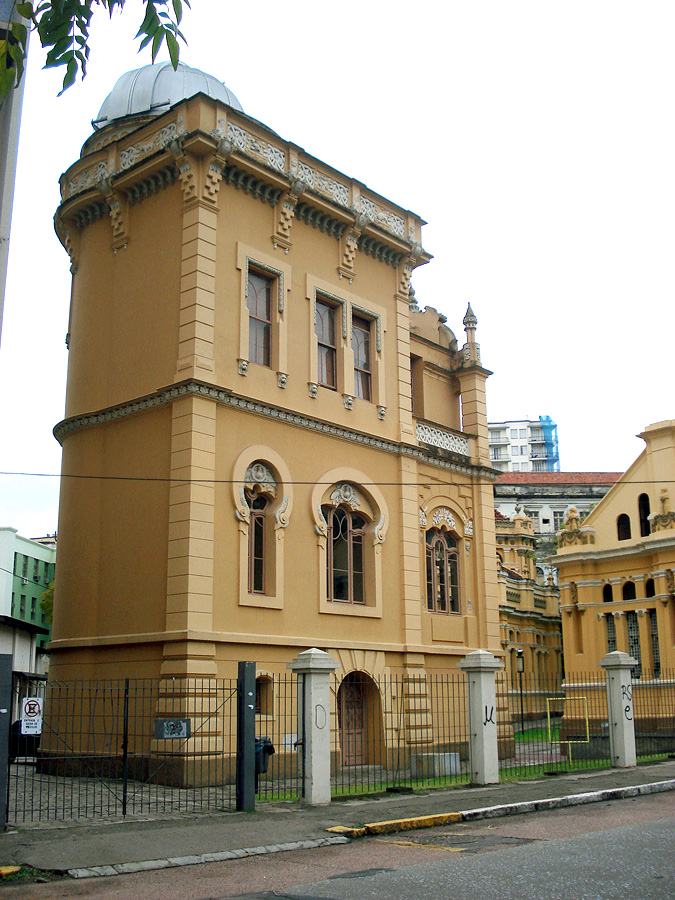
El Observatorio Astronómico de la UFRGS, en Porto Alegre

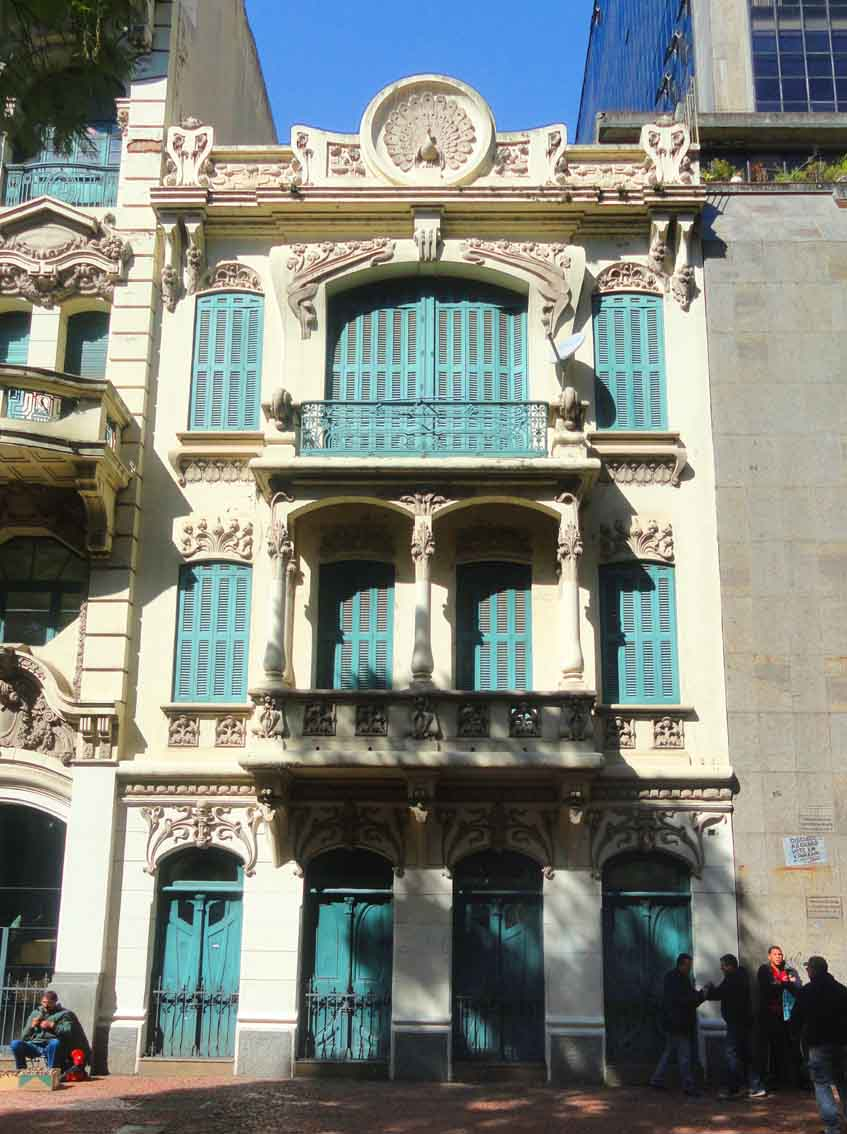
Farmacia Carvalho, en Porto Alegre

El paso del siglo XIX al XX estuvo lleno de tendencias y estilos diferentes que competían entre sí, un fenómeno que también ocurrió en otros países. Este fue uno de los síntomas del cambio acelerado de todo un paradigma cultural y social de índole tradicionalista que había permanecido más o menos cristalizado durante varios siglos, y esa diversidad hace el estudio del periodo extremadamente complejo y sujeto a la controversia.
Otras tendencias dignas de mención en este escenario en ebullición, por su originalidad y amplia difusión son el art nouveau y el art déco, ambas, como otras, movidas por la urgencia de ser modernas y expresar los nuevos tiempos. El nouveau fue un estilo internacional de arte y arquitectura caracterizado por la fluida y requintada ornamentación inspirada en motivos vegetales, a veces aproximándose de la abstracción y de la geometría, buscando la integración entre fachadas, interiores y mobiliario.
El estilo ya es una expresión típica de la modernidad, reaccionando al historicismo y al sentimentalismo romántico, objetivando una integración a la vida cotidiana, a los cambios sociales y al ritmo acelerado de la vida moderna, a pesar de en cierto sentido oponerse a la lógica industrial y a la sociedad de masas por la énfasis en la belleza, en el ornamento y por la valorización del hacer artesanal. Sin embargo, para ellos el ornamento debería hacerse parte integral del proceso industrial, dando hasta a objetos utilitarios comunes producidos en serie un tratamiento que les embellecía y aumentaba el valor. 
En su formulación inicial, había también un propósito educativo y social por detrás: de buscaba la calificación humanística y profesional del operario al educarlo en técnicas artísticas sofisticadas que entrenaban sus habilidades técnicas e intelectuales y educaban su sensibilidad estética y su carácter moral. No admira, así, la multiplicación, en esta época, de revistas ilustradas populares de tipo didáctico, manuales técnicos y otras fuentes de referencia teórica y práctica para el estudio, haciendo la información más accesible.
En Brasil, sin embargo, según el análisis de Marina de Olivo, el estilo parece haber llegado desvitalizado, como una de las variaciones exóticas y decorativas del eclecticismo, despojado de sus ideales de renovación artística adaptados a la producción industrial. Esto se debería a que la industrialización brasileña, apenas incipiente, no ofertaba el contexto y la estructura necesarios para que floreciera en plenitud. 
Incluso con esas limitaciones, el estilo encontró una gran acogida en la decoración de fachadas e interiores y en los trabajos en hierro forjado, especialmente entre la élite cafetera de Sao Paulo. Allí, se le consideró como la última moda "que era de buen tono imitar, en la medida en que hacía furor en los países tradicionalmente de gran prestigio económico y cultural", como dijo el historiador de la arquitectura Yves Bruand. Otro centro fue Belén del Pará, donde fue cultivado por la élite enriquecida durante la fiebre del caucho La arquitectura del hierro estuvo influenciada por el estilo nouveau.
Los ejemplares puros son raros, pues muchas veces se fundió con tendencias preexistentes. Sin embargo, se puede mencionar Vila Penteado, en Sao Paulo, como uno de los más representativos ejemplares de este estilo, proyectada por Carlos Ekman. También son notables la residencia de Antonio Faciola y la construida por Victor Maria de Silva, ambas en Belén. Otros nombres destacados en el art nouveau de Brasil fueron Victor Dubugras, autor de la casa en la calle Marquês de Itu 80 y de la residencia de Horácio Sabino en la avenida Paulista, y Manoel Itaqui, autor del observatorio astronómico de la UFRGS en Porto Alegre y de otras edificaciones en el campus de la universidad.

### Art déco

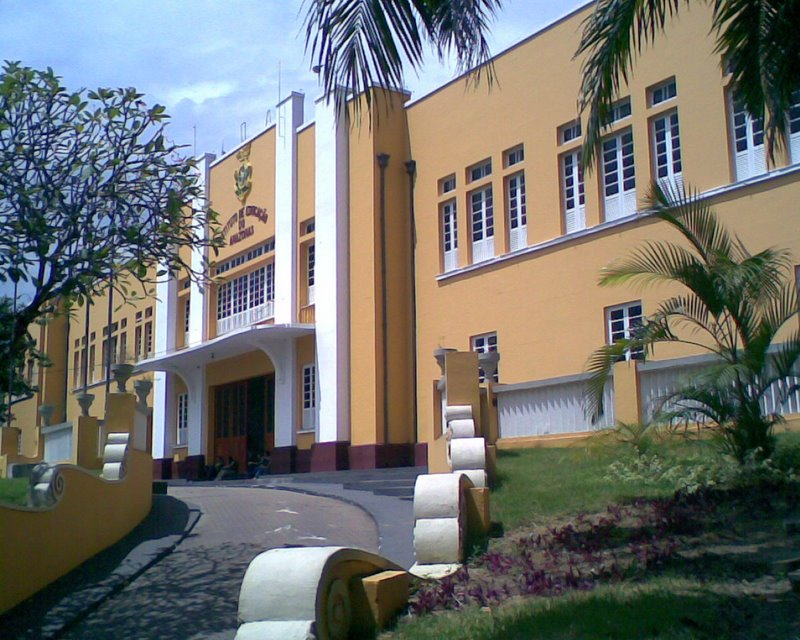
Instituto de Educación del Amazonas, de la vertiente geométrica, Manaus.

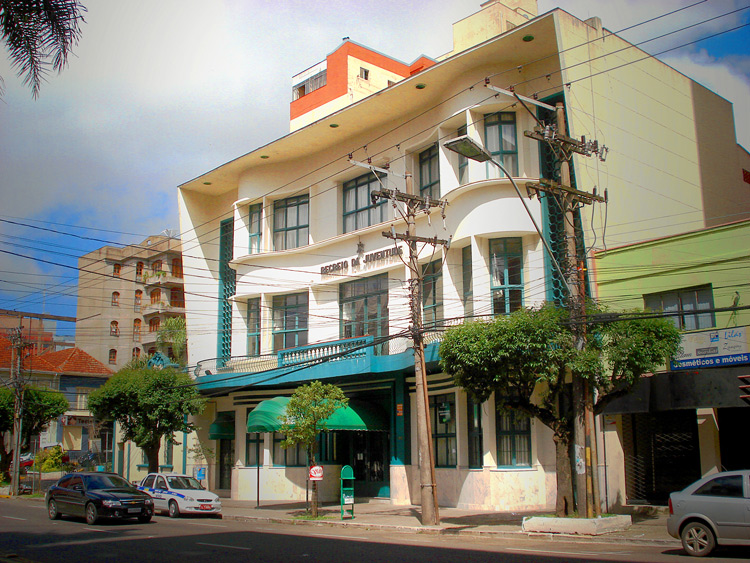
Recreo de la Juventud, Caxias del Sur, ejemplo de la vertiente aerodinámica.

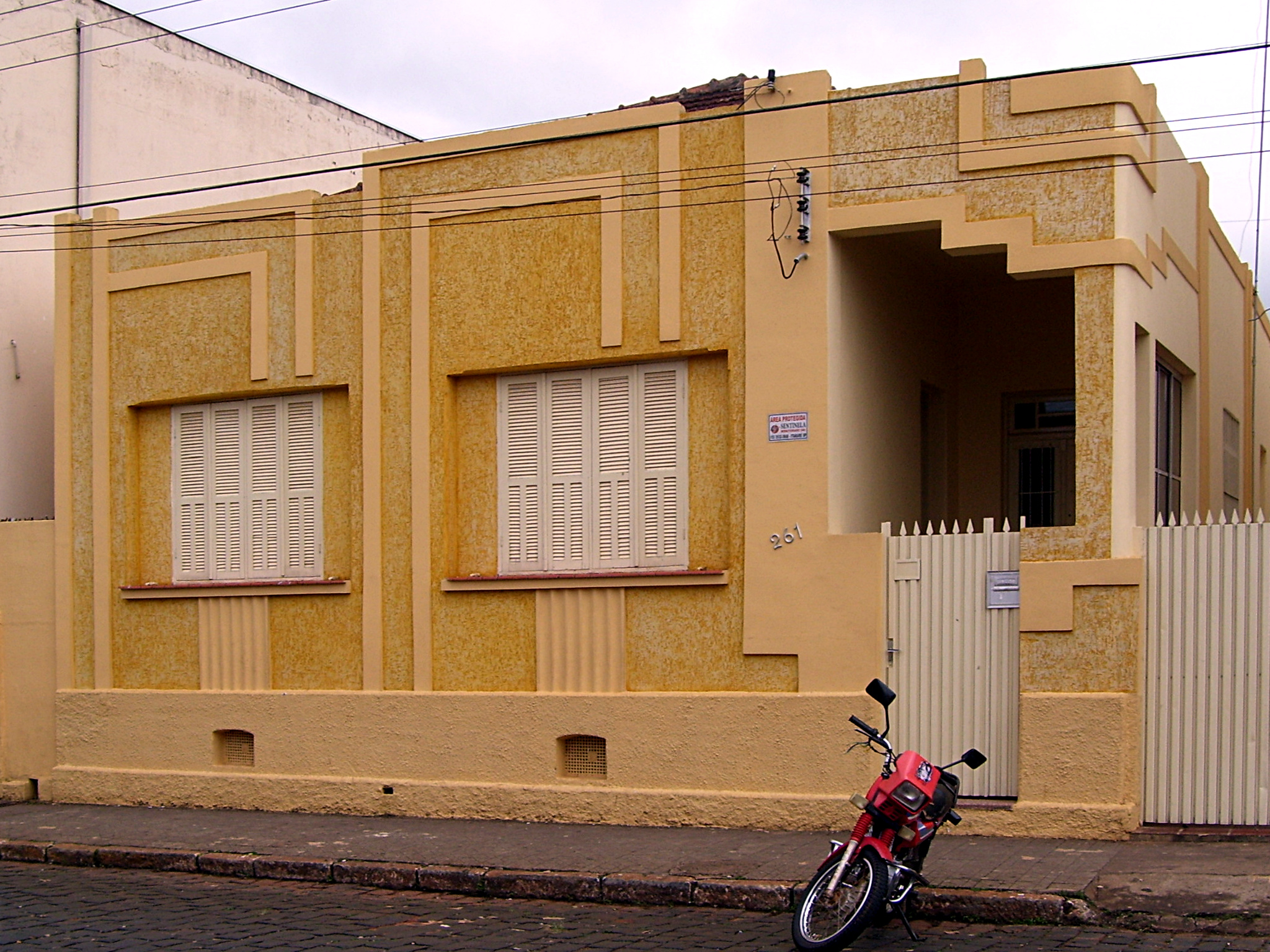
Ejemplo del déco popular en Itararé en el estilo geométrico escalonado.

En el contexto de la industrialización y expansión urbana aceleradas, aparece el art déco. Mientras que el nouveau es visto como parte de la ecléctica belle époque, el déco se ve por lo general como un parte-aguas, un paso importante para los futuros desarrollos de la arquitectura modernista. Pero las delimitaciones de este tipo acostumbran ser engañosas, y sirven más como un parámetro teórico, ya que la realidad es más fluida y abierta a la mezclas; el propio déco fue una síntesis de varias fuentes, con una genealogía estética que incluye el nouveau, el cubismo, la Bauhaus, el expresionismo, el arte africano y egipcio, el neoplasticismo, el diseño de máquinas y de navíos, y por ende puede ser visto como la manifestación suprema del eclecticismo.
Aunque a diferencia del nouveau no poseía una propuesta determinada o un cuerpo teórico consistente, el déco consiguió formular un estilo bien definido de gran difusión entre varias especialidades artísticas, con líneas sintéticas y ornamentación geometrizante, características todas ellas que eran asociadas al progreso. Lo que tal vez sea su trazo más destacado, en el contexto de la evolución histórica de las formas, es que promovió una especie de progresivo agotamiento formal en la atmósfera estética polimorfa ya considerada opresiva, confusa, fantasiosa y nostálgica de los años anteriores, y se prestó más, por su mayor simplicidad y coherencia entre forma y función, al proceso de verticalización de las grandes ciudades. Por eso, a veces es identificada como un protomodernista.
El estilo se dividió en tres grandes vertientes: una austera y geometrizante, otra con residuos art nouveau, y una tercera más sinuosa y aerodinámica. En Brasil fueron más comunes la primera y la tercera, esta incorporando elementos del arte marayó. Sus características distintivas pueden ser listadas a partir del resumen de Conde & Almada:
- Composición de matriz clásica, privilegiando una organización axial tripartida.
- Tratamiento volumétrico de las superficies a la manera moderna con predominio de llenos sobre vacíos; líneas y planos bien marcados, tendencia a la abstracción, a la simplificación y a la valorización de esquinas y de las aperturas.
- Integración entre arquitectura y diseño de interiores; valorización de la decoración artesanal.
- Uso de materiales modernos como el cemento armado.
- Trazado flexible de las plantas, con aposentos de uso múltiple.
- Iluminación feérica influenciada por la escenografía.
- La variante marayó se definió en el uso de motivos ornamentales geométricos laberínticos inspirados en la cerámica marayó, producción de antiguas tribus indígenas, y en el uso de decoración en relieve con figuras indígenas y ejemplares de la fauna y flora amazónicas.

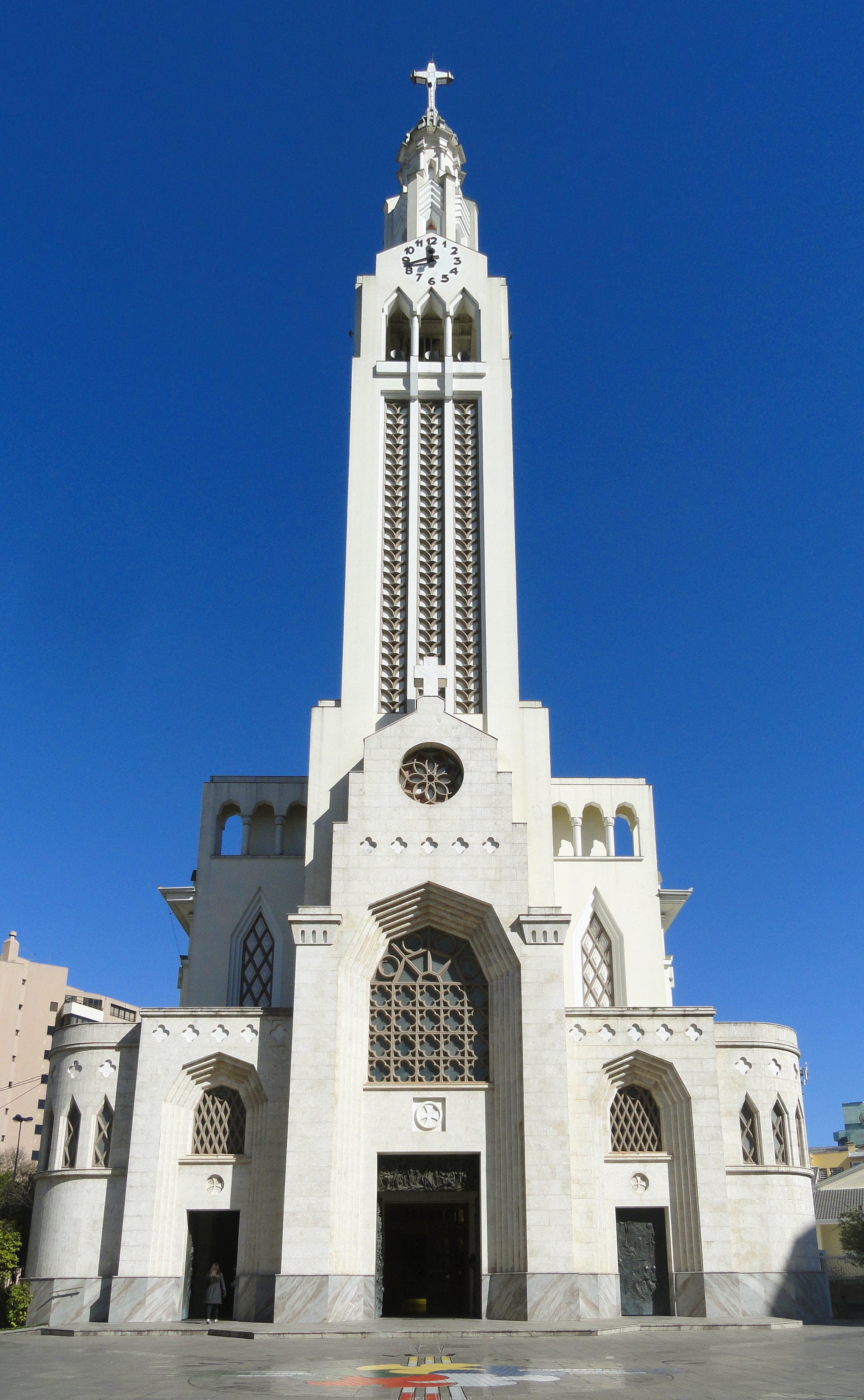
Iglesia de San Pelegrino, Caxias del Sur, proyecto de Vitorino Zani, buen ejemplo de la vertiente geométrica aplicada a la edificación sacra.

Hay pocos estudios sobre la influencia del déco en la arquitectura brasileña y las formas de su diseminación permanecen bastante obscuras, aunque se sepa que había gran circulación de revistas y otras publicaciones, y que varios arquitectos importantes mantenían contacto regular con fuentes europeas. De cualquier manera, la penetración del déco en Brasil fue amplia en todos los estratos sociales, tuvo su auge entre los años 1930 y 1940 y dejó un importante legado en varias ciudades,
Sus ejemplos en la arquitectura fabril y los barrios populares son de especial interés por proponer soluciones integradas a la variedad de climas y contextos sociales, y esto en términos de distribución, función y dimensiones de espacios, volúmenes y aperturas, así como en el uso de materiales locales. Esto se expresa incluso en grandes complejos industriales, como fábricas con uno o más pabellones, y en un barrio obrero con habitaciones unifamiliares, hospital, mercado, iglesia, club y otras estructuras. 
Fue un estilo económico, basado en la funcionalidad. Su ornamentación era coherente e integrada, pero sencilla, reducida a elementos geométricos esenciales organizados en el estilo escalonado entonces conocido como zigzag modern.
Entre sus muchos exponentes eruditos están Henri Sajous (Jockey Club de Sao Paulo), Gregori Warchavchik (Casa de la Calle Santa Cruz), Elisiário de la Cuña Bahiana (Compañía Paulista de Carreteras de Hierro, Viaduto del Té), Arnaldo Gladosch, Ricardo Wriedt y la oficina de Robert Prentice con varios ejemplos (Ascensor Lacerda y Estación Céntrica de Brasil), cuya producción completa no ha sido por completo repertoriada ni estudiada en profundidad. 
Otros ejemplos son el núcleo fabril de la Compañía Industrial Cableado de Tejidos Goyanna, en Goiana, un complejo que incluye fábrica, almacenes y casas para empleados, gerentes y patrono; la Fábrica Ypu, en Nueva Friburgo; los edificios de la Metalúrgia Eberle en Caxias del Sur; el Cine Teatro de Butiá; el complejo industrial y la vila obrera del Grupo Votorantim en Votorantim; la Creche Condessa Marina Crespi, en Sao Paulo; los Correos y Telégrafos de Curitiba y de Belén; el Palacio de las Esmeraldas en Goiânia, el Edificio Oceanía y el edificio del Instituto de Cacao de Bahía, ambos en Salvador, y el Ayuntamiento de Bello Horizonte.
En Río Grande del Sur, debido a la influencia alemana, el estilo tuvo una gran acogida, destacándose el Moinho Llaves de Theodor Wiederspahn, el Palacio del Comercio, proyecto de Joseph Lutzenberger, las iglesias de San Geraldo y San Pelegrino, de Vitorino Zani, y el Ayuntamiento de San Leopoldo, de Julius Schmidt. La gran Exposición del Centenario Farroupilha, realizada en Porto Alegre en 1935, se hizo emblemática por construir pabellones en un déco arrojado y original, que apuntaba claramente para los patrones modernistas y se hizo una plantilla para la versión provincial del estilo. 
Su proyecto general fue elaborado por Alfred Agache, que también realizó una importante contribución al urbanismo brasileño de su época, pues fue el primero en proponer en el país una plantilla de ciudad adecuado a la nueva realidad industrial, previendo lo manejo de aspectos que inmediatamente se revelarían cruciales para la urbe contemporánea, como el transporte de masa, la navegación aérea, la zonificación para usos diferenciados y la habitación popular, incluyendo una preocupación con la preservación de áreas verdes y de ocio.

## Modernidad
A mediados de la década de 1920 un grupo de arquitectos se reunió en torno al ruso Gregori Warchavchik, contratado por el grupo Simonsen para trabajar en Sao Paulo. Su primer proyecto fue la Casa Moderna. Este grupo puso a Brasil entre los principales exponentes internacionales de la industria de la construcción civil. Estaba inspirado por la arquitectura de Le Corbusier, Walter Gropius, Richard Neutra, Mies Van dé Rohe y Frank Lloyd Wright, y se conectaba a movimientos estéticos como el futurismo y el modernismo. Participaron en este periodo revolucionario, entre otros, Affonso Eduardo Reidy, Rino Levi, Carlos León, Ernâni Vasconcelos, Jorge Moreira, Lucio Costa, y por encima de todos Oscar Niemeyer.

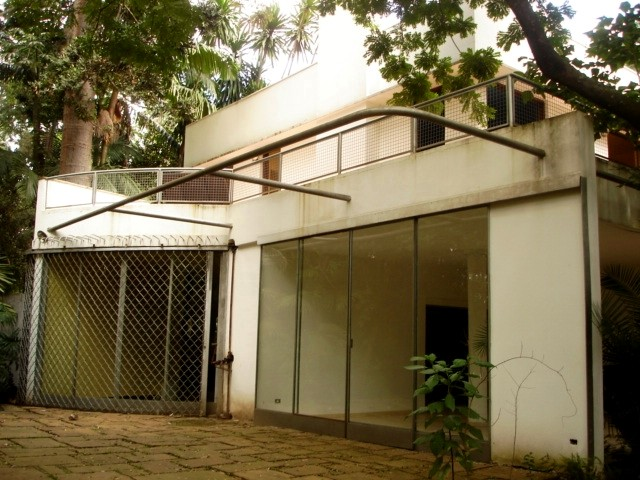
Detalle de la casa de Gregori Warchavchik, pionera de las residencias modernistas en Brasil.

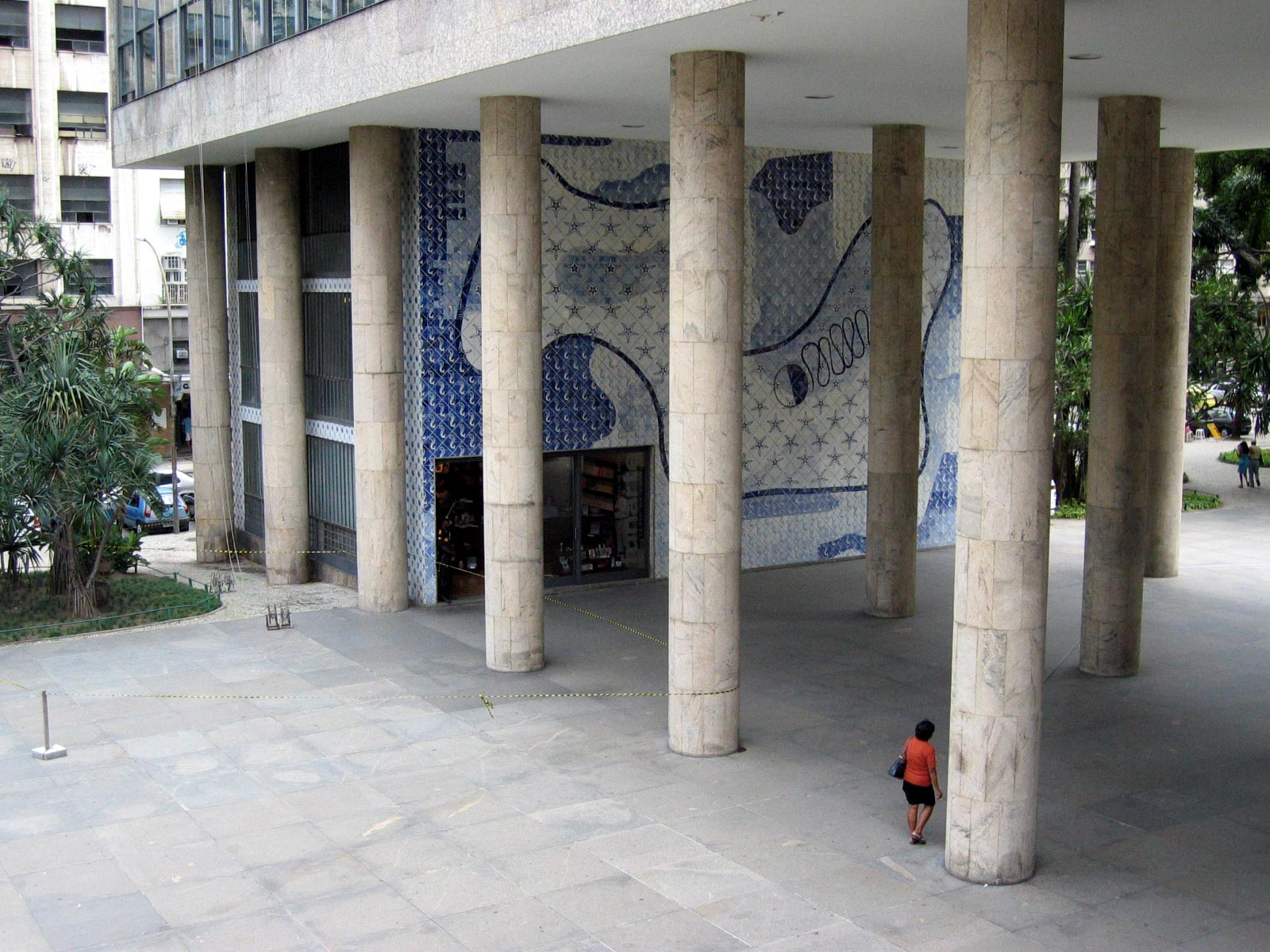
Pilotis del Edificio Gustavo Capanema, antiguo Ministerio de la Educación y Salud, en el Centro de Río.

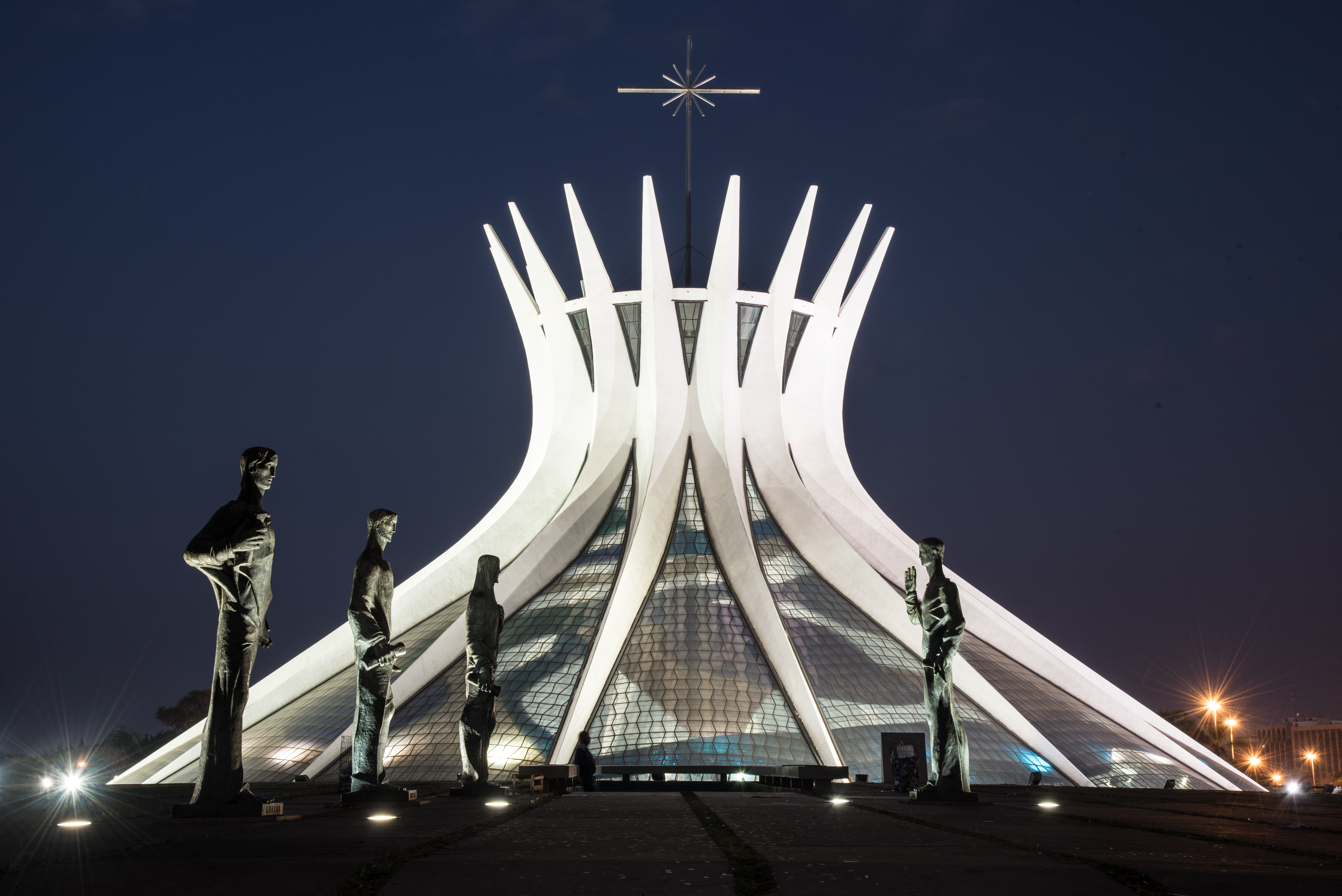
La Catedral de Brasilia, de Niemeyer.

La visita de Le Corbusier a Brasil en 1929 y su contratación por el gobierno brasileño en 1936 para asesorar el proyecto del ex Ministerio de la Educación y Salud, en Río de Janeiro, pusieron en evidencia el modernismo en evidencia. Según Luís Henrique Luccas, Le Corbusier buscó adaptar sus principios universalistas y sintéticos a la realidad nacional y recomendó emplear referentes de la tradición colonial, como azulejos decorados jardines con palmeras imperiales. 
Esto concuerda con la tendencia política nacionalista dominante, y el edificio del Ministerio se hizo un prototipo del palacio público de los nuevos tiempos, incluyendo en su concepción también otros elementos simbólicos tradicionales, como la decoración en escultura y pintura con temas patrióticos, en un periodo en que Brasil miraba con simpatía la ultraderecha europea, el gobierno quería homogeneizar culturalmente la nación y fundar el Estado Novo. Para la obra, Portinari, especie de pintor-oficial del gobierno en aquella época, dejó su pantalla famosa del Café, y Bruno Giorgi, su grupo escultórico de la Juventud brasileña.
El edificio es un hito del modernismo en América. Otros edificios construidos en la época tuvieron también un gran impacto, favoreciendo la aceptación del modernismo, como los pabellones de Brasil en la Feria Mundial de Nueva York y el conjunto de la Pampulha, en Bello Horizonte, que estableció a Niemeyer como el líder de la nueva generación.
A su vez, el debate teórico se multiplicaba y profundizaba en foros y revistas especializadas, y las ciudades se verticalizan aceleradamente, llenándose de cemento, con grandes torres de apartamentos con un área cada vez más pequeña, aunque funcionales y bien dotados. Debido a la creciente demanda de vivienda urbana, se dispararon la especulación inmobiliaria y los alquileres.
El modernismo en la línea de Corbusier concibió la arquitectura como una síntesis de todos las artes, que a su vez incorporaba elementos locales. Esta se centró en la Escuela Carioca e inmediatamente se convirtió en el estilo oficial del gobierno. Su mayor proyecto fue Brasilia en la década de 1950, que codirigieron Costa y Niemeyer y fue declarado Patrimonio Mundial de la Unesco. 
El modernismo trajo avances radicales a la estética y a la técnica de construcción. Predominan líneas geométricas simples y puras pero muchas veces osadas, y el cemento armado, el acero y el vidrio asumen un papel destacado. En el ámbito teórico, el oficio giró en torno a los "Cinco Puntos" de Le Corbusier, que influyó profundamente en la arquitectura brasileña.
Otros arquitectos brasileños también siguieron los principios de Le Corbusier, dejando una contribución significativa en el escenario nacional. De entre ellos están Henrique Mindlin, Carmen Portinho, Francisco Bolonia, Sérgio Bernardes, Olavo Redig de Campos, Marcos Konder Netto, Flávio de Carvalho, Álvaro Vital Brazil, Oswaldo Bratke, Paulo Mendes de la Roca, Vilanova Artigas, Luís Nunes, Burle Marx, Delfim Amorim, Diógenes Rebouças y José Bina Fonyat.
En la década de 1960 surgen tendencias alternativas a la omnipresencia de Corbusier. Estas buscan una aproximación con fuentes nacionales y emplean nuevos materiales y técnicas vernáculas, como la cerámica y el ladrillo aparente. La escuela brutalista que se desarrolló en Sao Paulo también añadió datos nuevos al escenario proponiendo soluciones de geometría más arriesgadas, inspiradas en el construtivismo. También surgió el Instituto de Arquitectos do Brasil (IAB) que participó en los procesos de elaboración de políticas públicas de vivienda en Brasil.
A su vez, Lina Bo Bardi, Luiz Paulo Conde, Severiano Mário Puerto, Francisco de Assis Reyes y Jaime Lerner iniciaron un proceso de crítica y repaso más informalista y intuitiva del racionalismo modernista ortodoxo. Así, se quebró la unidad de pensamiento que se había formado en torno la influencia de Le Corbusier. En su lugar, se instaló una atmósfera de crisis de valores y surgieron adaptaciones y reinterpretaciones del repertorio formal anterior, con lo que se abrió el camino para el ecléctico historicismo posmoderno.

## Posmodernismo y época contemporánea

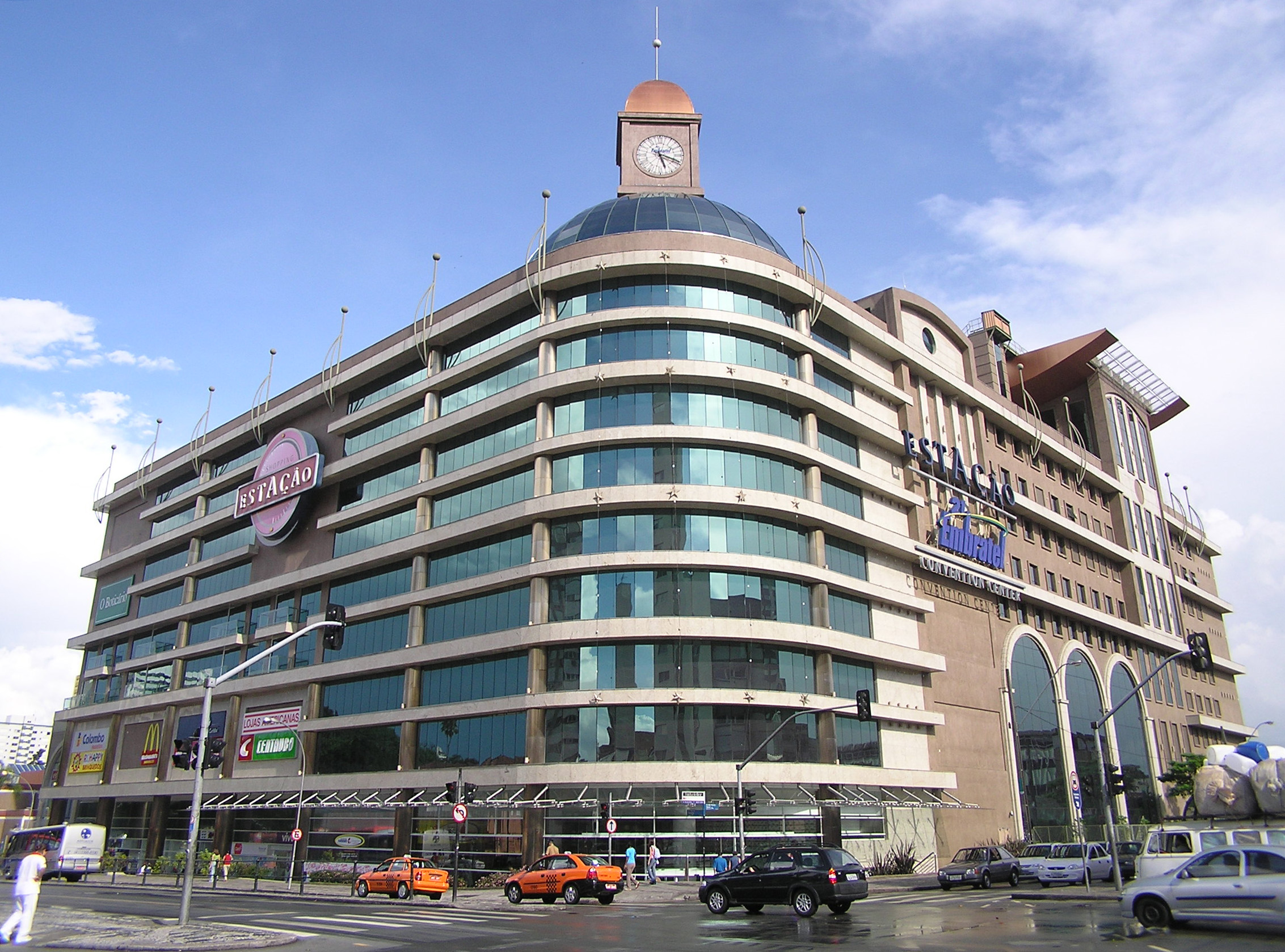
Shopping Estación, Curitiba.

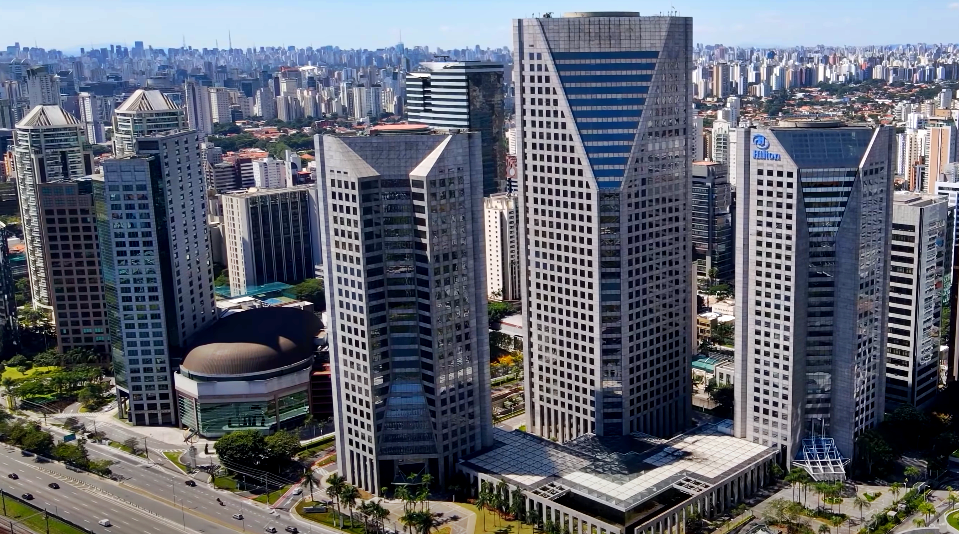
Centro Empresarial Naciones Unidas en Sao Paulo.

Desde los años 1970 comienzan a ser evidentes serios problemas de urbanismo relacionados la creciente densidad y verticalización urbana. En las últimas décadas, la demanda de vivienda popular y la especulación inmobiliaria se dispararon. Esto ha llevado a su vez a la proliferación de grandes edificios impersonales destinados a la vivienda masiva, a un descenso en la calidad de vida y a consecuencias ambientales negativas, insuficientes infraestructuras de transporte y de alcantarillado. A su vez, las construcciones han perdido la escala humana, las vías se han congestionado, los cinturones de pobreza han proliferado en los grandes centros y se ha degradado el ambiente social.
De cara a estos desafíos, los dogmas modernistas, sus soluciones homogeneizadoras y su estética fría, descolorida y impersonal basada en el cemento a la vista, son abandonados en pos de resultados humanos, sociales, estéticos y funcionales más satisfactorios, cálidos y adecuados a la realidad contemporánea. 
Algunas soluciones apuntan a crear polos de urbanización compacta pero de uso mixto y multifuncional de los espacios y edificios, con prioridad para la circulación de peatones y ciclistas, favoreciendo áreas con posibilidad de reurbanización, manteniéndose la preocupación con la conservación de los recursos naturales e incentivando la participación popular en un proceso de autodeterminación de decisiones oficiales básicas relativas al urbanismo y a la arquitectura urbana.
En este complejo desarrollo reciente la tecnología de punta ha servido a la elaboración de una vasta gama de soluciones creativas y osadas, muchas veces haciendo uso de un vocabulario formal historicista, impensable para la generación anterior, en una especie de nuevo eclecticismo donde los edificios combinan formas, colores y materiales, señalando su multivalencia, complejidad y contradicción con total libertad de lectura.
En Brasil hay hoy unas 140 escuelas de formación de nivel superior. A su vez, la crítica está firmemente establecida y cuenta con una vasta producción teórica, aunque algunos aleguen que "pocos arquitectos brasileños tienen la preocupación de buscar lenguaje propio a nuestra cultura", que todavía hay mucho que hacer en el campo de la discusión y que en términos generales el nuevo arquitecto sale de la escuela despreparado para actuar en el mundo contemporáneo, preocupado solo con la profesión en sí y olvidando que, para enfrentar con éxito los desafíos actuales, debe "entender de política, de macroeconomía, de tecnología, de cultura; después, con estas dimensiones es que va a colocar en ese contexto la profesión. No da para comenzar por la profesión, sin estudiar el contexto", siendo preciso "trabajar con las raíces culturales. Con la nación, y dentro del propio país, con las subregiones".